# Économie du Maroc
L'économie du royaume du Maroc est une économie de marché d'inspiration libérale. L'État est un acteur important dans l'émergence économique du pays par le biais de stratégies nationales et comme investisseur.
Le PIB du Maroc a connu un taux de croissance annuel moyen de 11,5  % sur la dernière décennie et a atteint 145 milliards de $ en 2021.
En 2021, les 3 principaux secteurs exportateurs du Maroc sont l'industrie automobile (35,7 %), le secteur agricole et agroalimentaire (22,5 %) et les phosphates, dont le Maroc détient les premières réserves mondiales.
Le tourisme joue également un rôle important pour l'économie marocaine. Représentant 7 % du PIB, il est à l'origine de près de 550 000 emplois directs qui font vivre plusieurs millions de personnes. En 2018, les recettes générées par les visiteurs s’étant rendus au Maroc se sont élevées à près de 89 milliards de dirhams.
L'Union européenne est le plus important partenaire commercial du Royaume. Elle représente 53,1 % des importations du Maroc et 66,7 % de ses exportations. Les 3 premiers pays fournisseurs du Maroc sont l'Espagne (15,6 %), la France (12,2 %) et la Chine (10,1 %).
Les grandes réformes et les grands chantiers entamés par le pays ont donné des bons résultats, notamment avec la hausse continue du PNB, et cela même durant les mauvaises saisons agricoles dues à des périodes de sécheresse.
Cependant, la vulnérabilité reste élevée. Le Maroc est ainsi considéré comme un des pays les plus inégalitaires en Afrique. La mobilité sociale est très faible et les patrimoines reposent avant tout sur l'héritage. Certaines données montrent qu'un fils d’un cadre supérieur marocain a beaucoup plus de chances d’appartenir à la même catégorie sociale que son père qu'un fils d'ouvrier.
Au premier trimestre de l’année 2025, l’économie marocaine a affiché un taux de croissance de 4,8 %, marquant une nette accélération par rapport aux 3 % enregistrés à la même période en 2024, selon les données du Haut-commissariat au plan (HCP). Cette performance a été soutenue par une reprise simultanée des secteurs agricoles (+4,5 %) et non agricoles (+4,6 %), ainsi que par une expansion significative de la demande intérieure (+8 %). Le dynamisme du secteur secondaire, en particulier dans le bâtiment et les travaux publics (+6,3 %) ainsi que les industries de transformation (+3,4 %), s’est accompagné d’une forte progression dans le tertiaire, notamment l’hébergement-restauration (+9,7 %) et les services publics (+5,3 %). Le secteur primaire, quant à lui, a connu un rebond de 4,3 %, contrastant avec la contraction observée un an plus tôt. Toutefois, le commerce extérieur a exercé un effet récessif, avec une contribution négative de 3,8 points à la croissance, les importations (+9,8 %) ayant crû plus rapidement que les exportations (+2,2 %). À prix courants, le PIB a augmenté de 6,9 %, reflet d’un ralentissement de l’inflation à 2,1 %. L’investissement brut a enregistré une progression remarquable de 17,5 %, atteignant 28,8 % du PIB, tandis que le taux d’épargne nationale a reculé à 26,8 %, engendrant un besoin de financement estimé à 2 % du PIB.

## Histoire économique du Maroc

### Avant leXXesiècle
Pendant plusieurs siècles, l’économie marocaine s'est contentée d’être une économie de subsistance formée principalement de paysans et d'artisans, ces derniers fabriquant notamment armes, broderies, tissus, poteries, cuir, meubles et bijoux.
La structure des échanges économiques internes et externes a peu évolué du fait de la suffisance de la richesse engendrée par les échanges commerciaux avec l’Afrique subsaharienne. Par ailleurs, l’état de guerre continue avec l’Europe depuis l'exode des mauresques et la fin de l’existence musulmane dans la péninsule ibérique ont fortement limité les échanges avec l’Europe, ce qui n'empêche pas la France et le Royaume-Uni d'être les principaux partenaires commerciaux du pays à la fin du XIXe siècle.
La modernisation de l’économie du pays était à la traine devant les hostilités des puissances européennes, l'instabilité de régime de gouvernance et le manque de vision chez les dirigeants de l’État marocain à cette époque. Il n'y a pas eu d’études économiques enseignées au Maroc avant le XXe siècle et par conséquent pas de réel système bancaire ou d'assurance, ni de grands projets d'investissements, ni de projets d'industrialisation, et d'urbanisation.
Par ailleurs, une grande partie de la société s'est longtemps interdite tout contact avec l'Occident et les rares échanges se faisaient via des intermédiaires marocains de confession juive, dont certains reçoivent d'importants privilèges et dans une moindre mesure de population dite maure (i.e. d'origine andalouse). Quelques bribes d'industrialisation ont toutefois existé dans les villes côtières ayant d'importants contacts avec l'Europe, sans diffusion dans le pays.

### Pendant le protectorat
Le protectorat français au Maroc a duré de 1912 à 1956. Durant cette période, l'économie du Maroc a connu des transformations.
Sous le protectorat, l'agriculture marocaine a été réorientée vers la production de cultures commerciales destinées à l'exportation, telles que les agrumes, les olives et les céréales. Les colons français ont introduit des techniques agricoles modernes, mais cela a souvent été fait au détriment des petites exploitations agricoles locales, qui ont été marginalisées.
L'industrie marocaine a commencé à se développer sous le protectorat, avec la construction de nombreuses infrastructures, telles que des routes, des chemins de fer et des ports. Les Français ont également investi dans l'exploitation des ressources naturelles, notamment les phosphates, qui sont devenus une exportation majeure.
Le commerce a été largement contrôlé par les autorités françaises, qui ont établi des liens commerciaux étroits avec la métropole. Les produits marocains étaient souvent exportés vers la France, tandis que des biens manufacturés français étaient importés au Maroc. Cette relation commerciale asymétrique a favorisé les intérêts économiques français.
Les autorités coloniales ont mis en place un système financier moderne, y compris la création de banques et l'introduction forcée de la “monnaie moderne”, bien que des monnaies deja développées étaient utilisées. Cependant, l'accès au crédit était souvent limité aux colons français et aux grandes entreprises, laissant de côté la population marocaine locale.
Le développement économique sous le protectorat a souvent profité davantage aux colons français qu'à la population marocaine locale. Les réformes agraires et les investissements dans les infrastructures ont parfois conduit à la confiscation de terres et à la marginalisation des agriculteurs marocains. De plus, les Marocains ont souvent été exclus des postes administratifs et économiques importants.

### Histoire économique contemporaine du Maroc indépendant
Elle peut être subdivisée en deux grandes phases. La première phase est celle d’un « développement protégé » que les économistes auraient tendance à qualifier de modèle de l’import substitution (théorie de Friedrich List) et la seconde période est celle qui débute avec les années 1980 marquées par un revirement de sa politique macroéconomique en faveur d’une grande ouverture économique.

### Les décennies protectionnistes
L’expérience de l’industrialisation par substitution déclenchée dans les années 1960 et renforcée dans les années 1970 avait épuisé ses effets. En devenant contre-productive, cette politique de développement n’a pas su transformer les opportunités qu’offrait le protectionnisme en  avantages structurels. La protection a alimenté des situations de rente particulièrement dans le secteur secondaire même si certaines industries comme celles du textile ont assuré durant la décennie 70 un rôle dynamisant sur le plan des exportations. Cet avantage comparatif s’est vite réduit à la suite du coup de boutoir de la concurrence asiatique dès la décennie 90.
Dans ce contexte, Joseph Schumpeter dirait : « la bourgeoisie a accumulé des richesses à l’ombre de l’État sans innover pour s’adapter aux lois de la concurrence ». Par conséquent, le surendettement de l’économie du Maroc a conduit, dès le début des années 1980, à un diagnostic mettant en relief les déséquilibres macroéconomiques : déficit budgétaire croissant, creusement du déficit extérieur et un taux d’inflation fortement alimenté par une demande globale sans contrepartie sur le plan d’une production diversifiée et innovante capable de tenir tête à la concurrence internationale.
Avec la chute du prix des phosphates (la malédiction des ressources), l’économie marocaine plonge dans le rouge dès la fin de la décennie 80. Parallèlement, l’économie informelle a pris aussi le relais dans la nécessaire régulation économique et sociale. Cette fragilité se retrouvait reflétée par les trop fortes oscillations de son taux de croissance durant les années 1980. Malgré un recul relatif de la part du secteur agricole dans la structure du PIB, celui-ci reste fortement corrélé à la pluviométrie. C’est un paradoxe statistique permanent de l’économie marocaine.

### Les effets des réformes libérales
À partir des années 1990, une opération de grande envergure pour la privatisation des entreprises publiques est menée par le roi .
L'État Marocain a procédé à une vague de privatisations pour collecter les financements nécessaires soit pour faire avancer ses grands projets, soit pour payer les salaires des fonctionnaires (Budget de fonctionnement). L'État a procédé à la privatisation de 112 entreprises juste après le vote de la loi de la privatisation no 256-89. On peut lister les entreprises suivantes :
- Maroc Telecom (l'État dispose encore de 30 % du capital de cette compagnie) ;
- La Régie des Tabacs ;
- CTM ; ;
- La Samir
- CIOR
- CIH
- BMCE

Le groupe français Accor a ainsi pu acquérir six hôtels de la chaîne marocaine Moussafir et la gestion du palais Jamaï de Fès. Cette opération de privatisation permet d’une part aux notables marocains proches du pouvoir de contrôler les entreprises publiques les plus en vue, et, d’autre part, aux sociétés françaises d’opérer un retour en force dans l'économie du pays. La famille royale acquiert notamment le groupe minier Monagem.
Les effets des programmes d’ajustement entrés en application depuis le début des années 1980 sont ambivalents. D’un côté, ils ont eu un impact positif sur la croissance du déficit budgétaire, permettant une meilleure rationalisation assortie d'une relance des capacités entrepreneuriales du pays. De l’autre côté, ces réformes d’inspiration libérale n’arrivent pas à bout d’un certain nombre de problèmes sociaux (inégalités sociales, emploi, habitat, environnement).[réf. nécessaire]
Depuis l’accession au pouvoir du Roi Mohammed VI, l’économie marocaine favorise le développement de conglomérats:
On peut citer :
- Groupe ONA et la Société nationale d'investissement devenue Al Mada
- Ynna Holding
- Akwa Group
- Groupe Holmarcom
- Finance Com

Le Maroc a également une meilleure compréhension des enjeux mondiaux et adapte son économie en conséquence. On peut notamment citer le développement des filières automobiles et aéronautiques.
Le principal défi actuel est le développement d’un tissu de PME mais cela reste malheureusement fortement dépendant du renforcement de l’État de droit (pour la création d’entreprise et les risques d’impayé) ainsi que du niveau d’éducation (Mansouri, El Morchid, Ziky and Rigar, 2006.

### Histoire économique récente
Le Maroc progresse régulièrement au classement Doing Business — ou « indice de facilité de faire des affaires » — établit chaque année par la Banque mondiale. En 2020, il occupe la 53e place, ce qui représente un progrès de sept rangs par rapport à l'année précédente. Néanmoins, les investissements ne profitent qu'à une faible portion de la population. L’indice de développement humain (IDH) établi par le Programme des Nations unies pour le développement (PNUD) place en 2021 le royaume à la 123e place, loin derrière l’Algérie (91e) et la Tunisie (97e). L'économiste Taïeb Aisse, conseiller du gouvernement marocain, remarque « qu'il y a 10 % de citoyens en situation de pauvreté extrême, totale. C’est-à-dire qu’ils n’ont rien. Aucun revenu. C’est très dangereux. »
La forte présence de la famille royale dans l'économie (elle contrôle le plus grand groupe financier du pays, Al Mada, présent dans les secteurs les plus stratégiques de l’économie marocaine) pose le problème du conflit d’intérêts. Le roi désigne les directeurs des « établissements publics stratégiques » qui seront amenés à trancher dans les appels d’offres pour la conquête des marchés publics, où les entreprises du roi postulent au même titre que d’autres. En conséquence, le groupe Managem (filiale d'Al Mada) est depuis des décennies en situation de monopole écrasant dans le secteur minier, et est devenu intouchable.
En 2019, le Maroc « reste le pays le plus inégalitaire du nord de l’Afrique et dans la moitié la plus inégalitaire des pays de la planète, En 2018, les trois milliardaires marocains les plus riches détenaient à eux seuls 4,5 milliards de dollars, soit 44 milliards de dirhams. L’augmentation de leur fortune en un an représente autant que la consommation de 375 000 Marocains parmi les plus pauvres sur la même période », souligne un rapport de l’ONG Oxfam.
Ces inégalités flagrantes se retrouvent également dans le secteur agricole. L'économiste marocain Abdelali Benamour, dans sa thèse de doctorat, note que, dans les années 1960, les terres cultivables sont très inégalement réparties : si les 10 % de la population agricole possèdent les 90 % des terres cultivables, les 10 % qui restent sont possédées par les 90 % de l'effectif des cultivateurs agricoles. Bien que ces statistiques soient anciennes, elles sont aussi d'actualité. En effet, les multiples réformes du secteur, faites depuis l'indépendance du pays en 1956 jusqu'à présent, n'ont que très peu réussi et n'ont finalement profité qu'à des groupes économiquement puissants et politiquement influents.

## Indicateur économique

### PIB et croissance

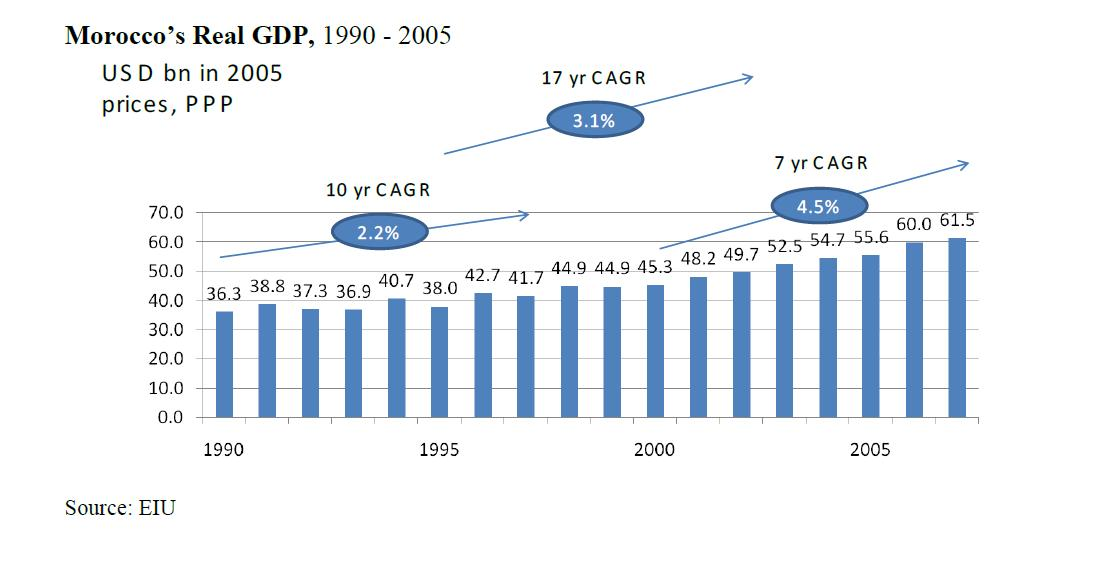
Évolution du PIB de 1990 à 2005.

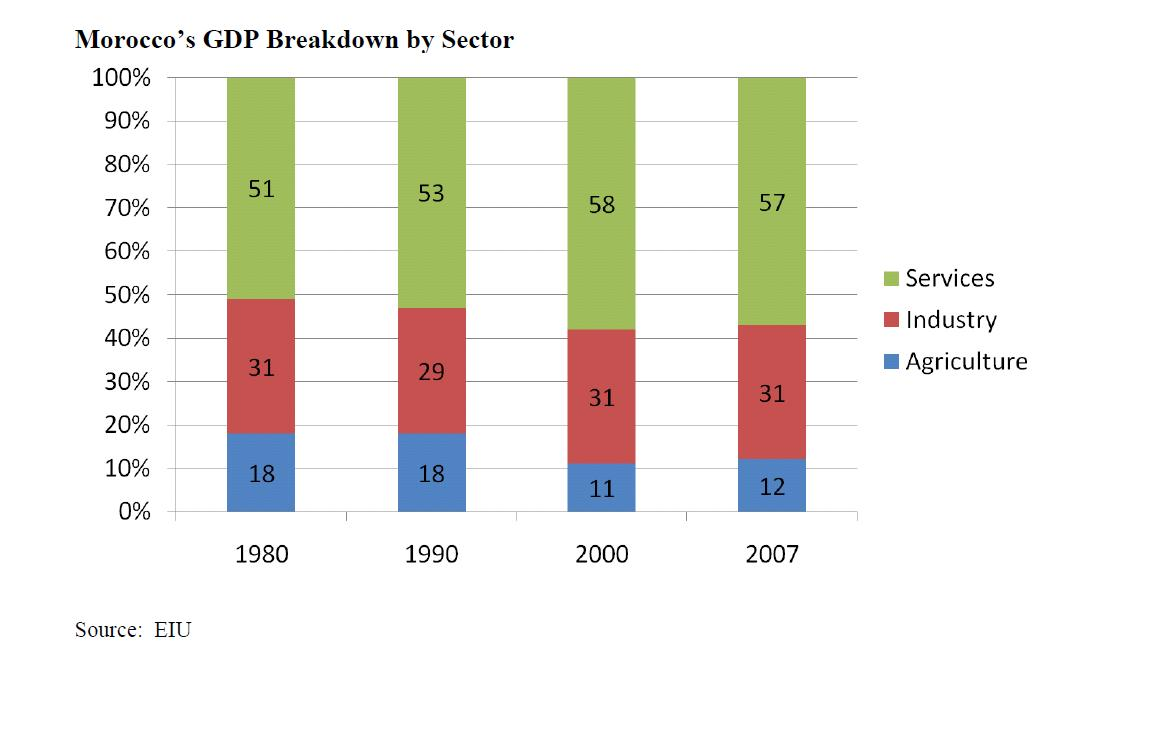
Répartition du PIB par secteur de 1980 à 2007.

Selon les dernières statistiques, le PIB du Maroc en 2022 est de 133,06 milliards de dollars.
Sur le plan économique Africain, le Maroc se classe 5e puissance économique derrière l'Afrique du Sud, le Nigeria, l'Égypte et l'Algérie.
L'économie marocaine évolue sur un rythme de croissance rapide. Elle a enregistré durant les cinq dernières années un taux de croissance moyen de 6,5 %. En effet, en 2001 et dans un contexte de contre-performance du secteur agricole, de morosité de la conjoncture internationale, l'économie marocaine a enregistré un taux de croissance estimé à 6,5 % contre 1 % en 2000, 5,2 % en 2002, 6,5 % en 2003 plus de 8 % en 2006 et quasiment 5 % en 2010.
Le PIB du Maroc se répartit en 2010 entre: l'agriculture (17,1 %), l'industrie (31,6 %) et les services (51,4 %),.
Selon les dernières prévisions du Fonds monétaire international (FMI) pour l’année 2025, le Maroc devrait atteindre un produit intérieur brut (PIB) de 165,8 milliards de dollars américains, ce qui le placerait au cinquième rang des économies africaines. Cette progression économique notable intervient dans un contexte régional marqué par les difficultés de certains pays producteurs de pétrole à tirer pleinement parti de leurs ressources naturelles. La performance marocaine reflète une diversification progressive de son économie et une relative stabilité macroéconomique, qui contrastent avec les vulnérabilités persistantes de plusieurs autres économies du continent,,.
| Évolution du PIB du Maroc (IMF)         | 2004    | 2005    | 2006    | 2007    | 2008    | 2009        | 2010        | 2004–2010     |
| --------------------------------------- | ------- | ------- | ------- | ------- | ------- | ----------- | ----------- | ------------- |
| PIB du Maroc (en PPA) en milliards de $ | 101,904 | 108,171 | 120,365 | 126,943 | 138,177 | 148,109     | 175,007     | NA            |
| PIB du Maroc par personne (en PPA) en $ | 3 409   | 3 585   | 3 945   | 4 093   | 4 432   | 4 725       | 5 025       | NA            |
| Évolution du PIB du Maroc               | 4,8     | 3,0     | 7,8     | 2,7     | 6,5     | 4,4 (est.)  | 5,4 (est.)  | Moy. de 5,8 % |
| Dette publique (en pourcentage du PIB)  | 59,4    | 63,1    | 58,1    | 53,6    | 51,9    | 51,8 (est.) | 47,1 (est.) | NA            |

### Consommation, investissement et épargne
La reprise de l'investissement est également très nette dans le bilan de l’année 2003. Cette reprise a connu une hausse de 8 % par rapport à 2002. Le lancement de grands travaux dans le secteur du bâtiment et travaux publics explique largement cette embellie des investissements.
Autre signe de consolidation macroéconomique, le niveau de l’épargne nationale qui se situe aux environs de 26 % du PIB, grâce essentiellement à la progression des transferts des Marocains résidents à l’étranger (4,7 %), au maintien à un niveau élevé des placements des avoirs extérieurs à l'étranger et à la baisse des charges et intérêts de la dette extérieure publique.

### Inflation
L'inflation est de 6,1 % en 1995, la hausse des prix a été ramenée sous la barre des 3 %. En 2000, elle a été contenue à 2,5 %, à 1,4 % en 2001, à 2,1 % en 2002, à 1,2 en 2003 et 1,5 en 2006 et est en 2011 de 1 %[réf. nécessaire].

### Chômage et emploi
Le Maroc aussi a vu le nombre de ses chômeurs augmenter. Avec près de 1 130 000 de personnes sans emploi, le taux de chômage national a atteint, au premier trimestre de 2012, les 9,9 %, soit une hausse de 0,8 par rapport à 2011. Ils sont ainsi 93 000 chômeurs en plus, selon le Haut-Commissariat au Plan (HCP), qui avait publié le jeudi 3 mai 2012, une étude relative à la situation du marché du travail au Maroc.
Le taux de chômage est plus élevé dans les zones urbaines, précise le HCP. Il est, en effet, de 14,4 % dans le milieu urbain, contre 4,8 % dans les zones rurales. Les jeunes sont les plus affectés par le chômage, avec des taux de 19,2 % enregistré chez les 15 à 24 ans, et de 14,5 % chez les 25 à 34 ans, ajoute le HCP.
Depuis les années 1970, les autorités ont fait le choix de tout miser sur l’économie de marché et sur le secteur privé, largement subventionné par l’État, avec l’idée qu’il allait s’autonomiser et devenir le principal investisseur. Cette politique a pourtant abouti à un échec patent. Outre qu’il investit faiblement, le privé ne salarie que 10 % de la population active. D'autre part, au sein de ces 12 millions de personnes actives, 2 millions sont recensées comme telles, mais ne sont pas rémunérées, constituant la catégorie dite des « travailleurs fantômes ». Figurent notamment dans cette catégorie les ouvriers agricoles employés au sein de l’exploitation familiale ou les jeunes travaillant dans l’artisanat.

### Finances publiques
Les équilibres financiers ont été progressivement restaurés ces dernières décennies. De 12 % du produit intérieur brut (PIB) en 1982, le déficit budgétaire a été ramené à 2,7 % en 2001 et à 3,5 % en 2003. Néanmoins, l'effet de la crise, ainsi que des erreurs de gestion ont à nouveau fait déraper cet indicateur.
Le déficit budgétaire a atteint, en 2012, 7,1 % du PIB. En 2015 il est en baisse de 16 % par rapport à l'exercice précédent, en grande partie grâce à la limitation des émissions au titre de la compensation.
La Caisse de compensation a pesé pour 55 milliards de DH en 2012, en hausse de 27 milliards de DH par rapport à 2010. Pour 2013, le gouvernement a budgétisé 40 milliards de DH au titre de la charge de compensation notamment sur la base d’un baril de pétrole à 105 dollars en moyenne. Cette envolée de la compensation a pesé énormément dans le creusement du déficit budgétaire.

### Endettement
La dette extérieure publique s'est établie à environ 23,47 milliards de Dollars au terme de l'année 2013, représentant 26,5 % points du PIB La dette extérieure publique du Maroc s’élevait à 27,77 milliards de DH, à fin 2014, en progression de 13,3 % par rapport à l'année précédente,.
Toutefois, selon un rapport de McKinsey de 2015, le royaume serait l’un des pays le plus endetté d'Afrique et du Monde Arabe en termes de dette par rapport au PIB. Il s'agit bien entendu de l'endettement global et non de la seule dette publique, les deux ayant bondi parallèlement. Ce ratio mélangeant flux et stocks est d'ailleurs à relativiser.
Quant à l'encours de la dette il a atteint, lui, plus de 60 % du PIB.
L’intervention massive du Trésor sur le marché domestique en 2012 (42,5 milliards de DH levés contre 36,4 milliards de DH une année plus tôt) a tiré vers le haut les taux obligataires.

### Commerce extérieur
Les importations constituent presque le double des exportations. L'essentiel de ces dernières concerne désormais les produits manufacturés, devant les ressources minières (au premier rang desquelles se placent les phosphates) et certains produits agricoles (fruits et légumes).
Les importations portent essentiellement sur les produits énergétiques, les biens d'équipement et les biens de consommation. Les mauvaises années agricoles imposent le recours à de fortes importations de céréales.
La part de la France dans les échanges extérieurs reste prépondérante (un quart de la valeur des importations, un tiers de celle des exportations), largement devant les autres pays de l'Union européenne (Espagne, Italie, Allemagne). Les relations commerciales avec les autres pays du Maghreb demeurent extrêmement limitées (3 % des échanges).
Les résidents marocains à l'étranger rapatrient dans leur pays des fonds qui représentent presque 10 % du produit national brut et sont la première source de devises. Mais ils ne peuvent combler le déficit commercial. Le pays demeure endetté.
Le déficit commercial est structurel depuis les années 1960, récemment de nombreuses études,, émanant notamment du CNCE et du Conseil Economique, Social et Environnement ont insisté sur la nécessaire mise en cohérence des stratégies sectorielles afin de réduire ce déficit.
En 2015, le contexte mondial marqué par une forte baisse des matières premières et la montée en puissance des exportations des métiers mondiaux du Maroc ont permis une nette amélioration de la balance commerciale.
Le ministère du commerce a initié une nouvelle stratégie, le Plan national de développement des échanges commerciaux 2014-2016 visant à améliorer les exportations en usant de trois leviers que sont l'amélioration de la promotion des exportations, la rationalisation des importations et la compensation industrielle.

### Productivité
Sur les dernières années on note une légère amélioration de cet indice, ce qui place le Maroc en tête des pays de la région.

### Stratégies sectorielles
Reposant sur 2 piliers que sont :
- Le développement humain et social
- La croissance économique et création de richesse

Le Maroc a déployé 50 programmes socio-économiques permettant une lisibilité de la stratégie nationale, ci-après quelques exemples:
- Vision 2010 puis 2020 pour le tourisme
- Pacte national pour l'émergence industrielle
- Plan Maroc Vert[56]
- Stratégie nationale logistique
- Plan Halieutis pour la pêche[57]
- Maroc Numérique
- Plan émergence phosphate
- Plan solaire[58]
- Plan éolien[59]

### Notation
Standard & Poor’s a rehaussé, le 23 mars 2010, la note du Maroc du crédit souverain de la dette à long terme en devises de « BB+ » à « BBB- » et de la dette en monnaie locale à long terme de « BBB » à « BBB+ » avec des perspectives stables.
Standard & Poor’s a également relevé la note du Maroc à court terme en devises de « B » à « A 3 » et la note à court terme en monnaie locale de « A3 » à « A2». Ce saut qualitatif fait passer le Maroc à la catégorie « Investment grade ».
En février 2013 le Maroc est noté « Ba1″, en catégorie spéculative, par Moody's, l'agence de notation considérant que le déficit courant du Maroc s’est rapproché de 10 % du PIB en 2012 « et restera probablement à un niveau élevé en 2013″. Elle a abaissé la perspective de la note souveraine du royaume du Maroc, passant de« stable » à « négative », en raison notamment de l’augmentation du déficit public du pays. En septembre 2015 la même agence de notation améliore la perspective de la note du Maroc à stable.
Dans le contexte régional et conjoncturel enregistré en 2015 plusieurs pays africains sont d'un écosystème économique tellement fragile qu'ils ne sont notés par aucun des trois cabinets de notations souveraines, cependant, la Coface permet d'avoir une estimation de risque concernant tous les pays du continent africain. Le 19 juin 2015 la Coface établit la notation A4/A4 à perspective stable  concernant le Maroc, une notation à nouveau confirmée en perspective stable le 26 janvier 2016. Sur la même période la Coface place sous surveillance négative les deux derniers pays du top 10 des économies africaines à avoir été noté A4 en risque pays avant de les rétrograder à B depuis le 26 janvier 2016 en pleine dégringolade du cours des matières premières.
| Pays                                                     | Risque pays | Environnement des affaires |
| -------------------------------------------------------- | ----------- | -------------------------- |
| Maroc                                                    | A4          | A4                         |
| Afrique du Sud                                           | B(1)        | A4                         |
| Algérie                                                  | B(1)        | B                          |
| Égypte                                                   | C           | B                          |
| Nigeria                                                  | C           | D                          |
| (1) Pays rétrogradés de A4 à B depuis le 26 janvier 2016 |             |                            |

Notations Coface en janvier 2016 des cinq premières économies africaines.

## Accords bilatéraux
L'économie marocaine se caractérise par une grande ouverture vers l'extérieur, à ce titre le Maroc a ratifié avec ses principaux partenaires économiques différents accords de libre-échange, dont :
- L'accord de libre-échange avec l'Union européenne dans l'objectif d'intégrer la (ZLE) (Zone européenne de libre échange à l'horizon 2012).
- L'accord d'Agadir, signé avec l'Égypte, la Jordanie, et la Tunisie, dans le cadre de la mise en place de la Zone Arabe de Libre Échange.
- L'accord de libre-échange avec les Émirats arabes unis.
- L'accord de libre-échange avec la Turquie.
- L'accord de libre-échange avec les États-Unis, entré en vigueur le 1er janvier 2006.
- Le 28 octobre 2024, le roi Mohammed VI a accueilli, au Palais des Hôtes Royaux à Rabat, le président français, Emmanuel Macron  dans une cérémonie marquée par la signature, d'une déclaration sur un «partenariat d'exception renforcé», et de plusieurs contrats et accords d'investissement entre le Royaume du Maroc et la République française, dont le montant global atteindra «jusqu'à dix milliards d'euros». Alstom, Egis, CMA CGM et Safran font partie des entreprises françaises concernées par les contrats[64],[65],[66].
- En 2024, les échanges commerciaux entre l’Espagne et le Maroc atteignent un niveau historique, dépassant les 22,7 milliards d’euros. Le Maroc s’impose ainsi comme l’un des principaux partenaires économiques de l’Espagne hors Union européenne. Il demeure également le premier marché africain de l’Espagne, recevant 61 % de ses exportations vers l’Afrique et 79 % de celles destinées à l’Afrique du Nord[67].

Depuis lors, Le Maroc s’affirme comme un pivot essentiel dans les échanges économiques entre la Chine et l’Europe, notamment dans les secteurs de l’automobile et de l’énergie. D’après The New York Times, les investissements chinois y ont dépassé les 10 milliards de dollars (environ 9,3 milliards d’euros) ces dernières années, visant en priorité les véhicules électriques, les batteries et les énergies renouvelables,.

## Secteur primaire

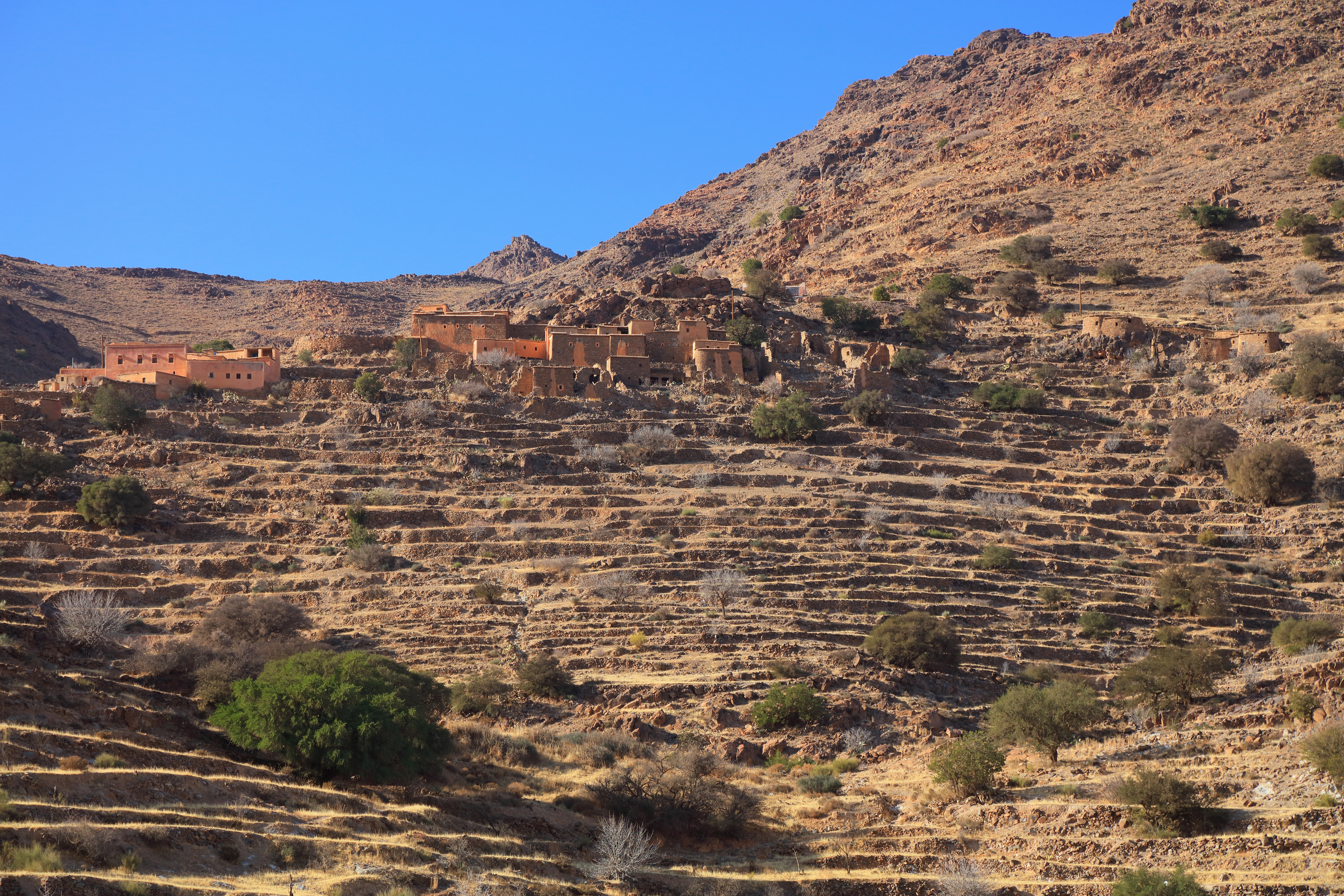
Terrasses agricoles près de Tafraout.

Le Maroc est un pays avec 40 % de la population active vivant du secteur agricole. Il dispose d'une  SAU   estimée à environ 9 500 000 hectares ce qui représente 95 000 km2 l'équivalent de 3,11 fois la surface d'un pays comme la Belgique. Les principales productions agricoles du pays sont constituées par les céréales (le blé, l'orge et le maïs), la betterave à sucre, la canne a sucre, les agrumes (oranges, clémentines, etc.), le raisin, les légumes, les tomates, les olives, et l'élevage. Mais la production céréalière en particulier et la production agricole générale restent très dépendantes des conditions et des aléas climatiques que rencontre le pays. C'est afin de parer à ces aléas qu'a été récemment mis en place un « Plan Maroc Vert ».

### Céréales

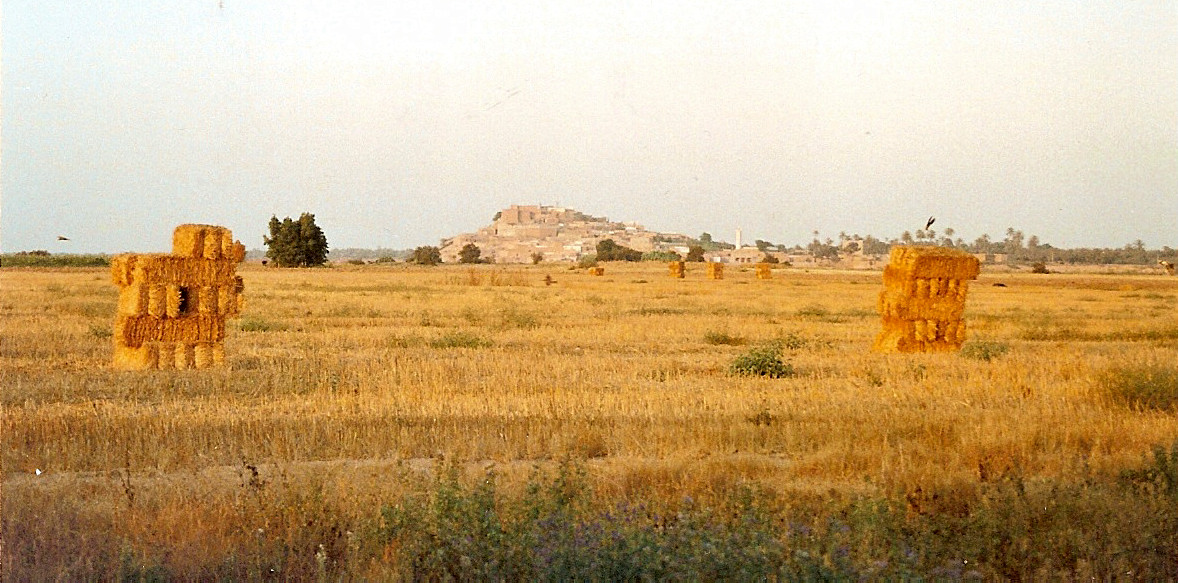
Champs de céréales au Maroc, près d'Aït Iazza, non loin de Taroudant.

Les céréales figurent comme étant la principale culture agricole du Maroc. La production céréalière fait vivre une grande partie de la population rurale du pays, mais malgré les progrès de l'irrigation dans le centre et le sud du pays, les céréales restent dépendant d'une bonne pluviométrie, leurs volumes de production peuvent d’une année à une autre varier du simple au triple (de 30 000 000 à 100 000 000 q) en fonction des conditions climatiques. Au Maroc le secteur céréalier présente plusieurs facettes, on trouve l'existence d'un secteur d’exploitation moderne concentré sur la cote atlantique, et le centre du pays, cohabitant avec une agriculture de subsistance.

### Fruits et légumes
Grâce à la construction de nombreux barrages et à la mise en valeur d'importantes zones irriguées le secteur des fruits et légumes est celui qui offre à long terme les plus grandes possibilités d'évolutions. Ce secteur a permis le développement d’une production arboricole performante (agrumes, pommes, nectarines…) qui offre de nombreux avantages. Le secteur permet aux populations rurales d'obtenir de très bons revenus, leur évitant de venir faire grossir les flux d'exodes en direction des centres urbains. Les récoltes permettent d'alimenter les exportations du pays, tout en leur offrant d'importants débouchés vers l’industrie agro-alimentaire locale.
Les principaux produits d’exportations sont la tomate, les agrumes (oranges, mandarines, clémentines, etc.), ainsi que les légumes comme la pomme de terre, la courgette, et les aubergines produits principalement dans le sud du pays, (région d’Agadir).
Les agrumes à eux seuls représentent 105 000 ha et 2 millions de t, avec un rendement de 19,5 tonnes par hectare.
Certains groupes sont désormais très performants et se développent à l'international.
Au premier trimestre 2025, le Maroc a consolidé sa position de fournisseur stratégique de fruits et légumes frais à destination de l’Union européenne (UE). Portée par la performance de l’avocat et la stabilité des exportations de tomate, la filière agricole marocaine a enregistré une progression notable, tant en valeur qu’en volume.
Selon les données publiées par Eurostat et relayées par la Fédération espagnole des associations de producteurs-exportateurs de fruits et légumes (FEPEX), les exportations marocaines de fruits et légumes vers l’UE ont atteint 1,121 milliard d’euros entre janvier et mars 2025. Ce chiffre représente une augmentation de 14 % par rapport à la même période en 2024.
En volume, les exportations ont totalisé 512 689 tonnes, enregistrant une hausse de 9 % sur un an. Cette dynamique confirme le rôle croissant du Maroc dans l’approvisionnement agricole du marché européen.
La tomate reste le principal produit exporté vers l’Union européenne. Au premier trimestre 2025, les volumes expédiés ont atteint 188 259 tonnes, soit un recul de 10 % par rapport à l’année précédente. Toutefois, la valeur des exportations de tomates est restée stable, atteignant 369 millions d’euros, grâce à une demande soutenue et à une relative stabilité des prix à l’importation.
Ce phénomène s’explique par la forte demande européenne, notamment en France, en Espagne et en Allemagne, où les tomates marocaines sont recherchées pour leur qualité, leur régularité d’approvisionnement et leur compétitivité sur le plan logistique.

### Viticulture au Maroc

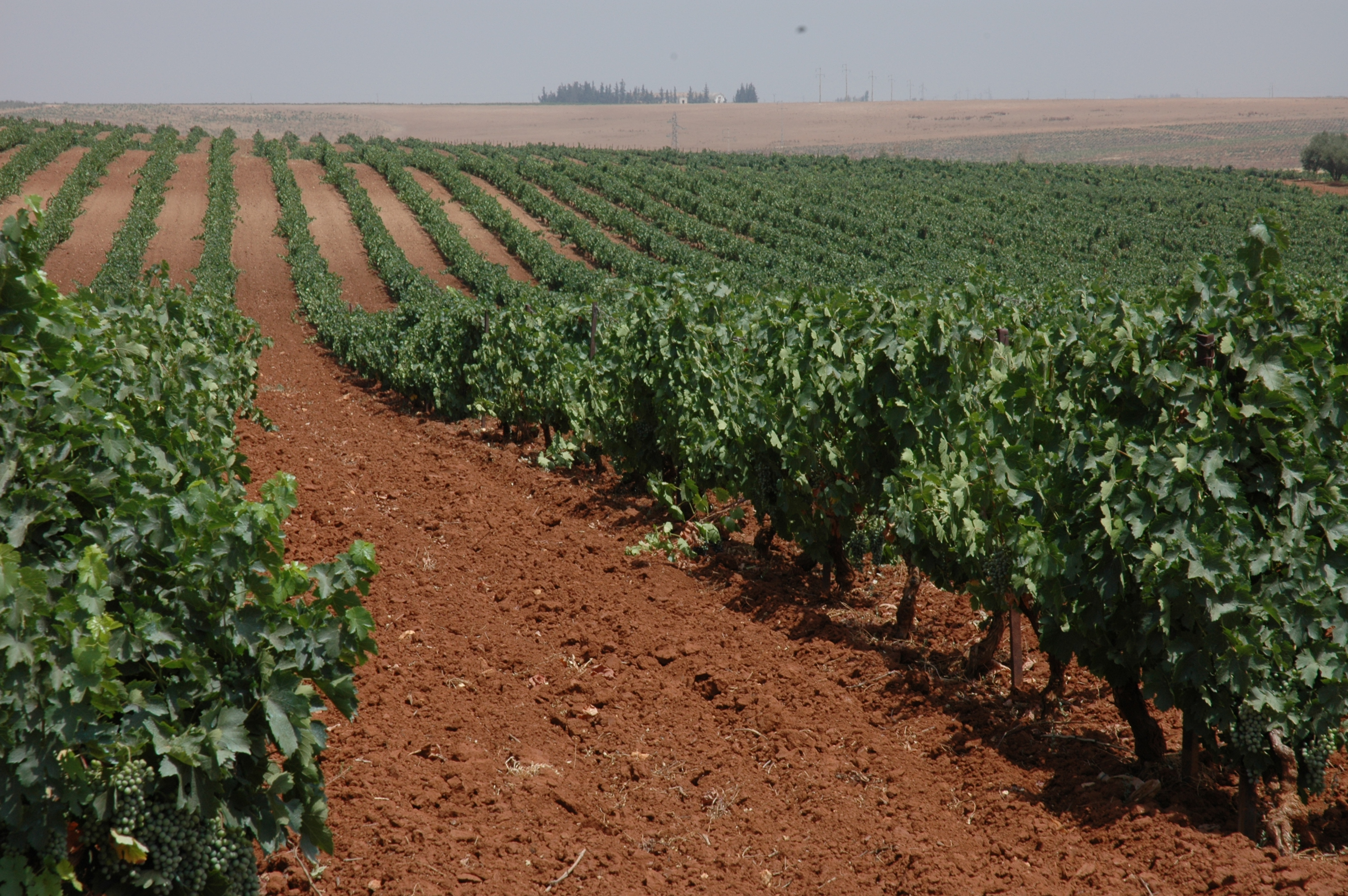
Vignoble à Meknès

Le Maroc est un grand producteur de vin. La région de Meknès, notamment, est très connue pour ses vignes de qualité. Ce produit est par ailleurs largement exporté dégageant un chiffre d'affaires de 100 millions d'euros. Toutefois, les exportations ne concernaient, en 2010, que 20 % de la production nationale, la France absorbant 84 % de celles-ci. Le marché intérieur qui reste demandeur  absorbe, il est vrai, au moins 300 000 hl par an, soit 40 millions de bouteilles.
L'offre globale est constituée majoritairement par le vin rouge, pour 73 % en 2008-2009, les vins rosé et gris représentant quant à eux 22 % et le blanc 5 %.
Les principaux producteurs se répartissent comme suit: les deux mastodontes, Celliers de Meknès venant en premier, suivis de Castel. Quant au reste, il se répartit entre Thalvin, Vininvest (Volubilia), Bourchanin (Les Deux domaines), Val d'Argan et le nouveau, La Ferme rouge, domaine d'AOG Zaër depuis 2009.

### Exportations agricoles
Le Maroc est l'un des plus grands producteurs d'olives et d'huile d'olive : 7e exportateur d'huile d'olive derrière l'Espagne 1re mondiale, l'Italie 2e, la Grèce 3e, la Syrie 4e, la Turquie 5e la Tunisie 6e, il est talonné par le Portugal 8e et  l'Algérie 9e mondiale.
Les exportations d'agrumes sont également l'une des sources principales de devises du pays.
Pour le reste des exportations agricoles, le Maroc exporte divers produits dont la valeur ajoutée est estimée à 2,6 milliards d'euros.

### Élevage
À fin 2013 l'élevage de viande rouge au Maroc atteint 15 milliards de chiffres d'affaires, le secteur contribue à la sécurité alimentaire à hauteur de 92 % pour le lait et 98 % pour les viandes composées comme suit:
- 19,2 millions d'ovins ;
- 3,2 millions de bovins ;
- 6,2 millions de caprins ;
- 200 000 têtes de camelins ;
- 380 millions de poussins de chair ;
- 20 millions de poussins de ponte ;
- 5 milliards d’œufs par an.

### Pêche

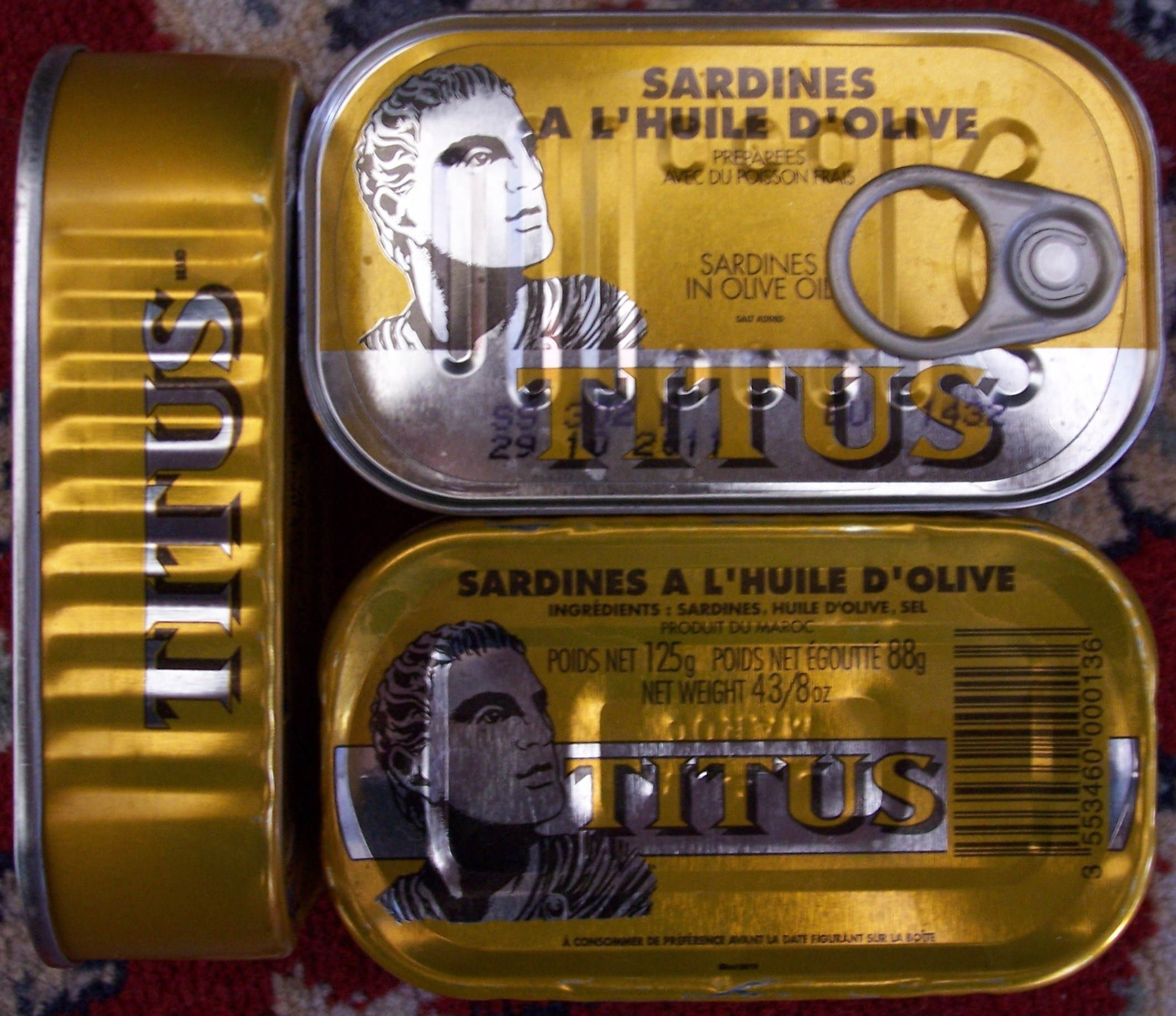
Les sardines "Titus" sont pêchées et mises en boîte au Maroc.

Le pays est l'un des plus grands producteurs de poisson dans le monde. Avec 17 ports le Maroc affiche une production de 589 928 tonnes en 2003 et 593 966 tonnes en 2004 pour une valeur respective de 227 627 400 € et 246 368 700 € soit une variation 0,7 % en volume et 8,2 % en chiffre d'affaires.
Les 14 principaux ports de pêche au Maroc :
- Nador
- Al Hoceïma
- El Jadida
- M'diq
- Tanger
- Tanger Med, le plus grand port au nord de l'Afrique
- Larache
- Mehdia
- Casablanca
- Safi
- Essaouira
- Agadir
- Tan-Tan
- Mohammédia
- Jebha

Pour les 9 premiers mois de l'année 2005 le volume des débarquements s'élève à 593 966 tonnes.

### Exportation
- Exportation en 2003 : 340 169 t pour une valeur de 1 964 243 900 €[77]
- Exportation en 2004 : 267 336 t pour une valeur de 1 727 333 800 €
- Exportation en 2005 : 465 174 t pour une valeur de 3 936 897 900 €
- Exportation en 2014 : Une valeur de 1 550 000 000 €

### Extraction minière
L'extraction minière est dominée par le phosphate, prélevé essentiellement dans les régions de Khouribga, Ben Guerir et Bou Craa.
En 1999, cette industrie représentait 95 % de l'activité minière.
En 2006, le Maroc est le troisième producteur mondial de phosphates, avec 29,5 millions de tonnes. En 2009, cette production de phosphore était chiffrée à un montant de 14,49 milliards de dollars US (Chine : 30,7 ; États-Unis : 30,1). En 2018, le Maroc produisait 33 millions de tonnes contre 27 millions pour les États-Unis et 140 pour la Chine. La production est effectuée par l'Office chérifien des phosphates (OCP). Le Maroc est actuellement le premier exportateur de phosphates au monde.
Les principaux sites d'extraction se trouvent à Khouribga, Benguérir/Youssoufia, Meskala et Boukraa.
Selon l'USGS, le Maroc détiendrait les deuxièmes plus grandes réserves prouvées de phosphate du monde, avec 5,7 milliards de tonnes (Chine : 6,6), et les plus grandes réserves potentielles, avec 21 milliards de tonnes (Chine : 13).
De nombreuses prospections sont en cours, à l'échelle mondiale, et les réserves potentielles ne cessent d'augmenter. Néanmoins, le pays semble bien assis sur un gisement exceptionnel d'une ressource stratégique puisque l'agrobusiness la consomme à grande vitesse.
Néanmoins, l'extrême sensibilité des consommateurs européens à la qualité des produits qui leur sont proposés a entraîné quelques questions, ces dernières années, concernant cette ressource. L'Union européenne a, en effet, tenté de légiférer dans un sens qui aurait mis en danger les phosphates d'origine marocaine; en cause, la teneur en cadmium, métal hautement toxique. Finalement, après un lobbying intense de la part du Maroc et une étude d'impact mettant en cause la future dépendance à la Russie, l'Europe a adopté une mesure de compromis, nettement moins contraignante que le projet initial.

### Ressources minières
Les principaux produits miniers qui sont actuellement en cours d'exploitation au Maroc sont :
- Le phosphate : 1er producteur mondial / 1er exportateur (2019)
- Le charbon: 15e producteur mondial / 7e exportateur
- Le plomb : 10e producteur mondial.
- L'argent : 10e producteur mondial
- L'or
- Le zinc : 16e producteur mondial
- Le cobalt
- Le manganèse
- L'antimoine
- Le fer
- La barytine
- La fluorine
- Le sel
- Le gypse
- Les argiles smectiques
- Le feldspath
- Le mica
- La calcite et le talc
- Le sable de silice : Depuis 2006, avec Traspex

## Secteur secondaire

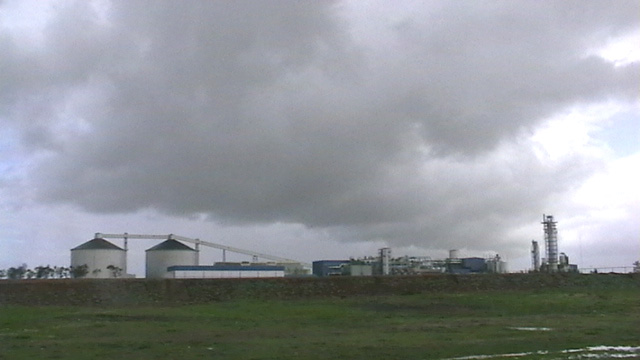
Sucrerie de Sidi Bennour.

Depuis l'indépendance, le Maroc s'est lancé dans d'importants investissements pour développer et doter le pays d'infrastructures industrielles de bases.
Le secteur industriel représente près de 28 % du PIB. Longtemps dominé par les industries agroalimentaires, du textile et du cuir, le secteur industriel s’est diversifié rapidement grâce à l’essor des secteurs de la chimie et parachimie, du papier et des cartons, des équipements automobiles et de montage de véhicules, les services aux entreprises, l’informatique, l’électronique et l’industrie aéronautique.

### Industries
- L'industrie manufacturière : Le Maroc est un pays moyennement riche en matière de ressources énergétiques et minières, (surtout les phosphates). Donc dès son indépendance le gouvernement a veillé à mettre sur pied une industrie manufacturière pour la transformation des produits locaux qui vise à satisfaire le marché intérieur et à nourrir les exportations.
- L'industrie textile :[87] L'industrie textile est un des secteurs clef de l'économie marocaine, il représente 42 % de l'emploi et 34 % du secteur manufacturier. Face à la concurrence asiatique, le Maroc veut profiter de sa proximité avec l'Europe et mise sur le Fast Fashion[88],[89]. Selon Taha Ghazi, directeur du secteur du textile et du cuir au sein du ministère de l’Industrie et du Commerce, dans une publication officielle sur le compte LinkedIn du ministère, Le secteur du textile et du cuir au Maroc a enregistré une croissance exceptionnelle en 2024, avec un chiffre d’affaires à l’export de 43,1 milliards de dirhams et la création de plus de 60 260 emplois déclarés. En ajoutant que le Maroc s’est imposé comme un hub de production mondial dans le textile et le cuir, attirant des investissements étrangers massifs, notamment en provenance de la Chine, avec un volume d’investissement de 2,5 milliards de dirhams et la création de plus de 10 000 emplois[90],[91].

- L'industrie agroalimentaire : L'industrie agroalimentaire au Maroc est très performante, grâce à un statut d'exportateur net en corrélation avec la proximité des marchés européens et le flux d'investissements en provenance du continent dans ce secteur. Les principaux produits exportés sont les biscuits, boissons, conserves, produits laitiers et dérivés, oléagineux, poissons et produits de mer, transformation de légumes et fruits.
- L'industrie navale : Le Maroc produit des bateaux de pêche modernes principalement des chalutiers. la principale ville qui abrite cette industrie est Agadir. La société Chantier Naval Agadir Founty (CNAF) a vu le jour en 2002. Elle a pour activité la construction de bateaux de pêche : en 2007 un premier bateau de pêche marocain fut exporté vers l'Algérie. 5 autres devraient suivre.
- L'industrie pharmaceutique :[92] L’industrie pharmaceutique marocaine est la troisième en termes de taille et de chiffre d’affaires au niveau du continent africain après l'Afrique du Sud et l'Algérie. Cette industrie génère un chiffre d’affaires de 900 000 000 €/an soit 9 milliards de Dhs/an. Le Maroc assurait 75% de ses besoins en termes de médicaments en 2010 et parvient encore à maintenir un taux de 65 % six ans plus tard, malgré le lobbying cherchant à modifier le cadre réglementaire en faveur d'une plus grande souplesse dans ce domaine[93]. Le pays exporte notamment vers de nombreux pays européens et africains (Le CA des exportations ayant dépassé pour la première fois le milliard de dirhams en 2018), pour un total avoisinant les 10 % de sa production[94] mais la balance reste nettement déficitaire dans ce secteur[95]. Le reste des besoins étant importé depuis l’étranger et principalement depuis l'Europe[96].
- L'industrie de l'automobile : Le Maroc produit et assemble depuis 1959 des voitures mais aussi des camions de transports à Casablanca où la société marocaine SOMACA produit les modèles automobiles Dacia Logan, Peugeot Partner, Citroën Berlingo et Renault Kangoo. En février 2007 plus de 5 000 voitures marocaines ont été exportées vers l'Espagne et la France[97]. L'Égypte constitue un marché automobile potentiel important à la suite de la signature d'accords commerciaux et tarifaires. Par ailleurs, le Maroc a un concessionnaire de voitures avec la marque Laraki créée en 2000. Il a établi une Offre pour attirer les constructeurs en s'appuyant notamment sur l'infrastructure portuaire (port de Tanger-Med). En 2007, Renault-Nissan a signé avec l'État marocain des contrats pour la construction d'une usine de production automobile près de Tanger pour une valeur d'un milliard d’euros et d'une capacité à terme de 400 000 véhicules. Le 19 juin 2015[98], le groupe Peugeot a annoncé un investissement de 6 milliards de dirhams (557 millions d’euros) pour la construction d’une usine d’assemblage de voitures et de moteurs à Kenitra au Maroc. En 2015, le chiffre d'affaires réalisé à l'export a été de 50 milliards de DH devenant ainsi le premier secteur à l'export. Pour rappel, il n’était que de 12 milliards de DH en 2010. Après avoir enregistré de nombreux succès dans les secteurs de l’automobile et de l’aéronautique, l’industrie marocaine entame une nouvelle phase de développement avec le lancement de la production et de l’assemblage de camions poids lourds de nouvelle génération. Ce projet résulte d’un partenariat stratégique entre l'entreprise « Premium Group », basée à Casablanca, et le constructeur chinois Shacman. Les premiers camions poids lourds « made in Morocco » ont été produits sous la marque Shacman X6000, un modèle qui se distingue par ses caractéristiques techniques avancées. Ce véhicule est présenté comme une révolution dans le domaine du transport longue distance. Avec un taux d’intégration locale de 40%, ce projet démontre le potentiel de développement de l’industrie marocaine, à l’instar du secteur automobile où le taux d’intégration se situe entre 60 et 70%. D’après Premium Group, le Shacman X6000 redéfinit les standards du transport lourd, grâce à des caractéristiques qui allient performance, sécurité et confort. Le camion X6000 respecte les normes Euro 5 et présente un fort potentiel commercial tant sur le marché national qu’à l’export. Equipé d’un moteur dont la puissance varie entre 380 et 550 chevaux, il développe un couple maximal de 2 350 Nm. Deux options de transmission sont proposées : une boîte manuelle à 12 vitesses et une boîte automatique à 16 vitesses. Son réservoir de plus de 1 400 litres lui confère une autonomie exceptionnelle[99],[100],[101],[102].

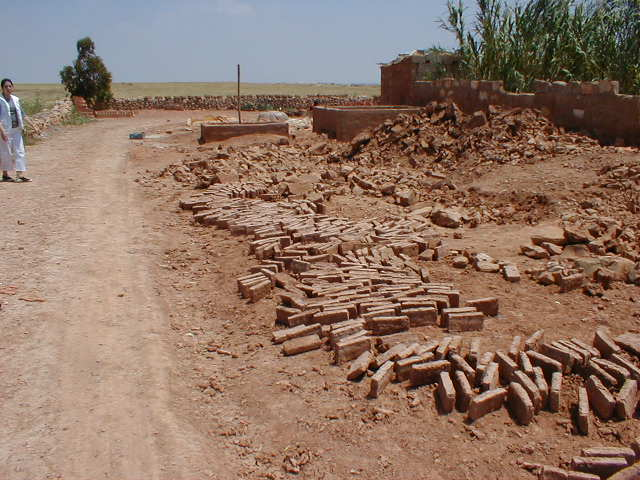
Fabrication de la brique traditionnelle dans la région de Safi, au Maroc.

En 2025, la société chinoise Tinci Materials, cotée à la Bourse de Shenzhen, a signé un accord d’investissement avec le gouvernement marocain pour implanter une plateforme industrielle à Jorf Lasfar, dans la région de Casablanca-Settat, dédiée à la production d’électrolytes et de matières premières pour batteries de véhicules électriques. Porté par la filiale locale Tinci Materials Jorf Lasfar SAS, le projet sera réalisé par étapes et prévoit une capacité annuelle de 150 000 tonnes, incluant des composants stratégiques tels que le LiPF₆. L’investissement total est estimé à 2,8 milliards de dirhams (environ 280 millions de dollars), avec le soutien de l’État marocain sous forme d’incitations et de subventions conditionnées. Le choix du Maroc repose sur sa proximité avec l’Europe, ses ressources naturelles, notamment en phosphates, et son engagement en faveur du développement durable. Ce projet s’inscrit dans une dynamique plus large d’implantation d’entreprises chinoises du secteur des énergies vertes au Maroc, visant à diversifier les chaînes d’approvisionnement mondiales.
- L'artisanat : Une bonne partie du produit de cette industrie est exportée vers l'Europe, les principales villes marocaines réputées pour leurs industries artisanales sont Marrakech, Fès, Essaouira et Safi[103],[104].
- L'industrie aéronautique : Cette industrie comporte deux branches : l'aviation civile et l'aviation militaire. Le Maroc possède une certification ISO dans le domaine de l'entretien et de la réparation des engins d'avions notamment les réacteurs d'avions de tout type (Boeing, Airbus, Jets, avion à hélice). En outre, la fabrication de composants spécifiques pour les avions tels que les câblages et autres… est destinée à l'export. Les partenaires sont Snecma, Boeing et d'autres firmes internationales. Le secteur aéronautique est un des secteurs ciblés par le plan émergence pour dynamiser l'économie du pays, les villes marocaines où l'industrie aéronautique est implantée sont par ordre d'importance sont Casablanca, Tanger et Rabat[105]. Ce secteur est en plein boom et une cinquantaine d'entreprises sont installées au Maroc[106]. Le salon AeroExpo Marrakech est un carrefour incontournable de cette activité. Le Maroc a de plus été présent pour la première fois en tant qu'exposant sur le prestigieux Salon du Bourget à Paris en 2013. Bombardier, s'est, quant à lui, installé au Maroc, dans une usine de transition située sur le site de l'aéroport international Mohammed V de Nouaceur, en 2011 et a lancé la production en 2013[107]. Le recrutement s'est fait au sein de l'IMA (Institut des Métiers de l'Aéronautique), auquel est partie l'Agence française de développement (AFD), inauguré en 2011. C'est dans ce contexte qu'à été inaugurée, en 2013 également, Midparc, zone franche aéronautique[108]. Elle sera le lieu d'implantation futur de Thales dans le pays[109], qui va y développer un centre d'expertise en impression 3D métallique[110].
- L'industrie chimique : L'industrie chimique marocaine a vu sa production augmenter de 10 pour cent depuis 1997. Elle est restée dominée par la valorisation des phosphates. Les ports de Safi et de Jorf Lasfar ont une industrie pétrochimique extrêmement développée. Mais l'industrie chimique est également florissante à Tanger et à Nador (sidérurgie très développée). La production de ciment est également stimulée par le marché de la construction immobilière (en plein essor) et est très florissante grâce à l'implantation de sociétés de calibre international comme Lafarge, ainsi qu'à des programmes d'urbanisme ambitieux. La raffinerie de pétrole de Sidi Kacem et surtout celle de Mohammédia sont parmi les plus grandes raffineries d'Afrique.
- L'industrie électronique : Le Maroc dispose d'un certain nombre d'atouts pour développer le secteur de l'électronique : l’industrie électronique est née au Maroc dans le courant des années 1950-1960 avec l’implantation de STMicroelectronics en 1960 (Thomson à cette époque), avec deux centres d'assemblage à Bouskoura (abritant également le siège région Afrique) et Aïn Sebaâ (fermé en 2007), et un centre de design à Rabat. Aujourd’hui, le secteur connaît un véritable engouement pour les branches de montage de cartes électroniques, de circuits intégrés, de centraux téléphoniques et de fabrication de composants électroniques. Le pays compte plus de 30 unités industrielles, génératrices de près de 7 000 emplois. Elles réalisent des exportations pour un montant global de 940 millions de dirhams par an. La fabrication des composants électroniques dépend, de plus de 11 sociétés et réalise un chiffre d’affaires de plus de 1,2 milliard de dirhams; La production de la branche électronique est quasi exclusivement orientée vers l'exportation. 83 % des produits électroniques ont été exportés en 2003, principalement, vers la France (plus de 99 % du total). En seulement quelques années, le Maroc est passé du statut d'importateur à celui d'exportateur de composants électroniques. Dans le domaine de l'électronique, les atouts du Maroc sont principalement sa proximité géographique avec l'Europe, une disponibilité d'ingénieurs et de techniciens qualifiés ainsi que des infrastructures suffisantes et de bonne qualité. L'ASEL (Association du Secteur de l'Électronique) regroupe les principales industries de l'électronique basées au Maroc. Ce secteur souffre toutefois des faibles dépenses en R&D. L'emploi dans le secteur électrique-électronique, constitué par plus de 50 % de femmes sur un total de près de 31 000 personnes, représente 6,3 % des postes de travail de l’ensemble des industries de transformation du royaume. Parmi les 193 entreprises qui existaient en 2003, près de 160 petites ou moyennes entreprises composaient le tissu productif industriel (PMI), soit plus de 84 % de l'ensemble du secteur électrique-électronique.
- Cinématographie : L'industrie du cinéma au Maroc, industrie naissante, représente tout de même un volume de 200 millions de $ par an. L'industrie du cinéma au Maroc est concentrée dans la ville de Ouarzazate (sud-est) où beaucoup de films ont été tournés. La luminosité exceptionnelle du sud marocain ainsi que des paysages à couper le souffle ont su attirer de nombreux producteurs[111],[112].
- Les nouvelles technologies de l'information : La technologie marocaine dispose de « compétences hautement spécialisées et de solutions performantes, reconnues au niveau international dans les secteurs de la banque, de la poste, des télécoms, de la grande distribution, de l’e-gov et de l’identité électronique. Cette industrie s'est développée au Maroc à la fin des années 1990. Le pays produit des cartes à puces, des cartes crédits, etc. Le marché marocain représente 700 millions d'euros, dont 10 % sont concentrés sur le nouveau (2000) Technopark située au Hay Hassani, à Casablanca. Dans le domaine du SI, certains grands groupes marocains développent leurs propres solutions.
- Les zones franches : Le Maroc possède une zone franche à Tanger à 15 km de l'Europe, appelée Tanger free zone qui est une terre d'investissements grâce à sa proximité avec l'Europe, aux facilités administratives, fiscales et logistiques. Sa stratégie consiste à être liée au Port Tanger Med qui sera à terme le plus grand port de Méditerranée et d’Afrique. Renault-Nissan a prévu d'y investir 600 millions d'euros et d'y produire 200 000 véhicules par an dès 2010 et 400 000 en 2012[113],[114],[115]. Celle-ci est une zone franche d'exportation. Il y a par ailleurs, deux Zones franches dans Tanger Med, Mellousa 1 et 2. S'y ajoutent les zones de Dakhla et de Laâyoune, les zones franches de stockage des hydrocarbures de Ikebdanen et Nador et la zone franche d’exportation de Kénitra.

## Secteur tertiaire
Le secteur des services au Maroc est relativement développé. Les services sont très dynamique grâce notamment au secteur du tourisme (hôtellerie, services touristiques, services de loisirs…), et aux secteurs bancaires et de la finances.
Aujourd'hui Casablanca est le plus grand centre financier et industriel du Maroc et du Maghreb. De nombreuses entreprises multinationales opérant au Maghreb et en Afrique de l'Ouest ont leurs sièges à Casablanca. En 2008, Casablanca est devenu la deuxième place financière du continent Africain et représente 48 % des investissements et 60 % du PNB du Maroc.
Casablanca est aussi la deuxième place financière arabe derrière la bourse de Riyad en Arabie saoudite, avec une capitalisation d'environ 800 milliards de dirhams en 2008, ce qui équivaut à environ 87 milliards de $. Les années 2005 et 2006 ont été très profitables pour la place casablancaise grâce à un afflux record de capitaux en provenance du Moyen-Orient.

### Banques, finances
Les principales banques marocaines sont :
- Bank Al-Maghrib : la banque centrale du Maroc.
- Attijariwafa Bank : premier groupe bancaire maghrébin et premier à l'échelle africaine.
- BMCE Bank : deuxième groupe bancaire marocain en termes d'actifs, présent aussi en Afrique et en Europe.
- Banque populaire du Maroc : groupe composé de 11 banques populaires régionales. Il dispose du plus vaste réseau d'agences et de la plus large base clientèle au Maroc.
- Arab Bank Maroc : filiale de la banque jordanienne Arab Bank.
- BMCI : filiale du Groupe BNP Paribas.
- Crédit agricole du Maroc.
- Crédit du Maroc : détenue à 100 % par le groupe marocain Holmarcom depuis 2022.
- CFG Bank : banque d'investissement marocaine.
- CIH : filiale depuis 2005 du Groupe CDG.
- Société générale Maroc : filiale du groupe Société générale.
- Citibank Morocco : banque d'investissement marocaine filiale du groupe Citibank.
- Poste Maroc : Société anonyme marocaine de droit public.
- Al Barid Bank : filiale bancaire de Poste Maroc.
- Union Marocaine de Banques.

### Marché boursier de Casablanca
2e place financière d'Afrique après celle de Burg et devant celle du Caire et 2e a l'échelle arabe, La capitalisation boursière s'élève à 125 milliards de dollars avec près de 130 entreprises cotées.

### Économie numérique
Le Maroc est classé 78e mondial et le premier pays d'Afrique du nord en termes d’évolution dans les technologies de l’information, cependant le Paiement sur Internet reste très en retard et le  Paiement mobile est inexistant.[réf. nécessaire]
En 2015, La banque centrale du Maroc Bank Al-Maghrib , a fait passer la première loi bancaire du pays depuis 2006 dans le but de moderniser le secteur financier dans le pays. Cette loi  permet des avancées majeures pour le développement du secteur financier marocain entre autres :
- La reconnaissance de la Monnaie électronique
- La naissance des « Établissements de paiement »[119]

### Services aux entreprises (délocalisations)
Aujourd'hui et durant la période 1980-1995, le Maroc a réussi à tirer profit des mouvements de délocalisation en Europe occidentale. Dans ce phénomène-là, on peut mettre en évidence deux périodes bien distinctes :
- La première concerne les délocalisations dans le secteur du textile, et de la petite industrie de transformation.
- La seconde concerne les délocalisations dans les domaines de l'industrie des hautes technologies, de l'automobile, et des services (centre d'appel, services destinés aux entreprises, Offshoring, Outsourcing…)

Les principaux pays émetteurs de mouvement de délocalisation sont la France qui arrive largement en tête, suivie de l'Espagne, de la Belgique et de l'Italie. Mais aujourd'hui le Maroc doit faire face à des pays très compétitifs au niveau de l'absorption des flux de délocalisation, comme la Chine, les pays de l'Est en Europe, l'Inde, l'Égypte, ou encore la Turquie.
La France est le premier client du Maroc, le premier fournisseur, le premier investisseur étranger (en 1989, elle a investi 60 fois plus qu'en Algérie) ; 1 200 entreprises françaises environ étaient installées au Maroc en 1990, tandis que les sociétés industrielles à participation totale ou partielle françaises étaient au nombre de 550.

### Commerce et la grande distribution
Au Maroc, on dénombre plusieurs enseignes dans la grande distribution :
- Marjane (groupe ONA) ;
- Aswak Assalam, appartenant au groupe Chaabi en collaboration avec le groupe français Casino ;
- Metro Maroc, filiale du géant allemand Metro ;
- Label'Vie, groupe marocain opérant dans la grande distribution en collaboration avec le géant français Carrefour ;
- Acima (groupe ONA) ;
- BIM, géant turc opérant dans le hard-discount de proximité.

L'enseigne Hanouty (groupe Benjelloun), sous laquelle étaient placés des magasins franchisés opérant dans les quartiers à proximité du client, a été fermée vers la fin du troisième trimestre 2012.

### Tourisme

#### Tourisme culturel

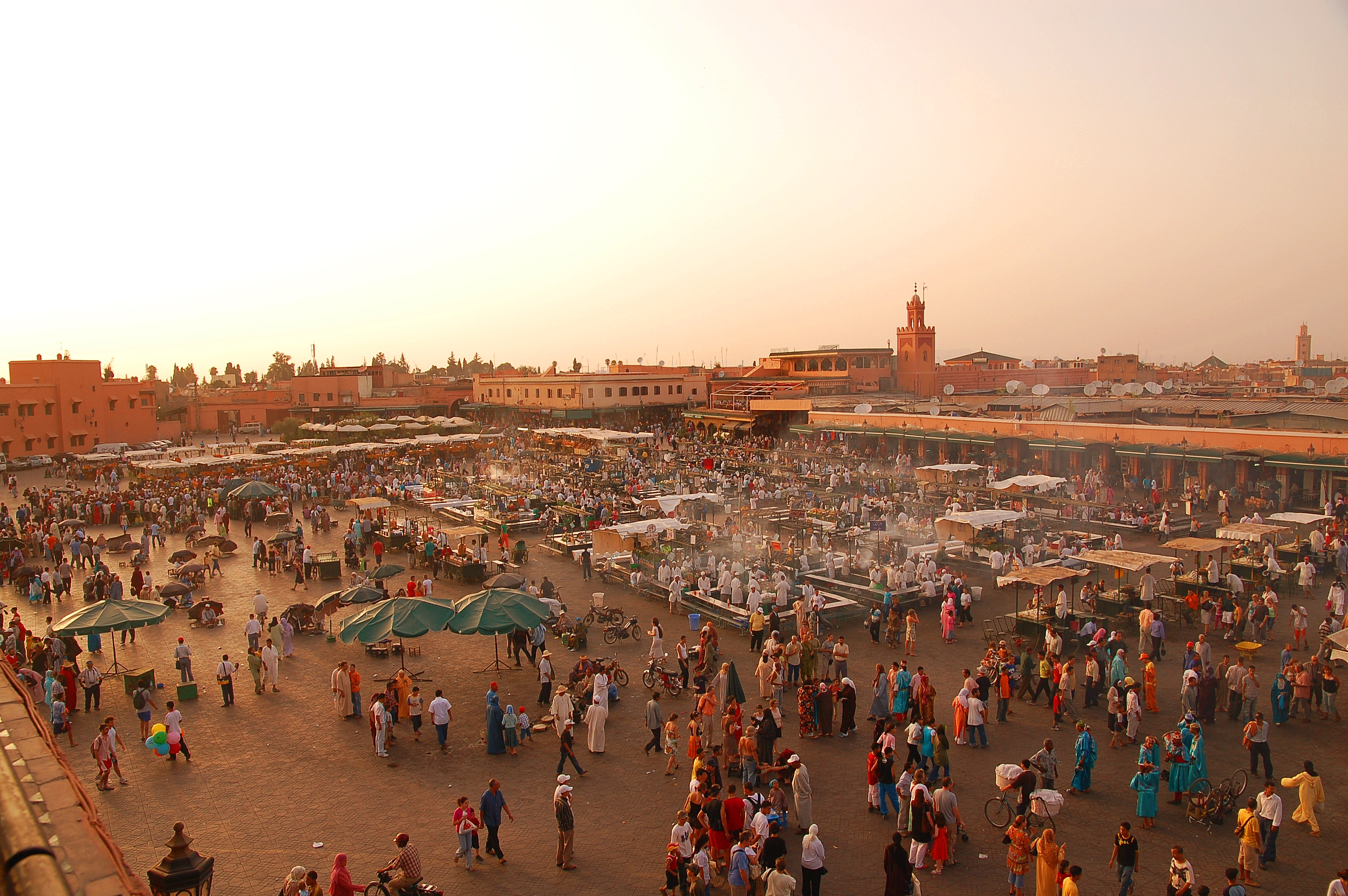
Jamea el Fna de Marrakech

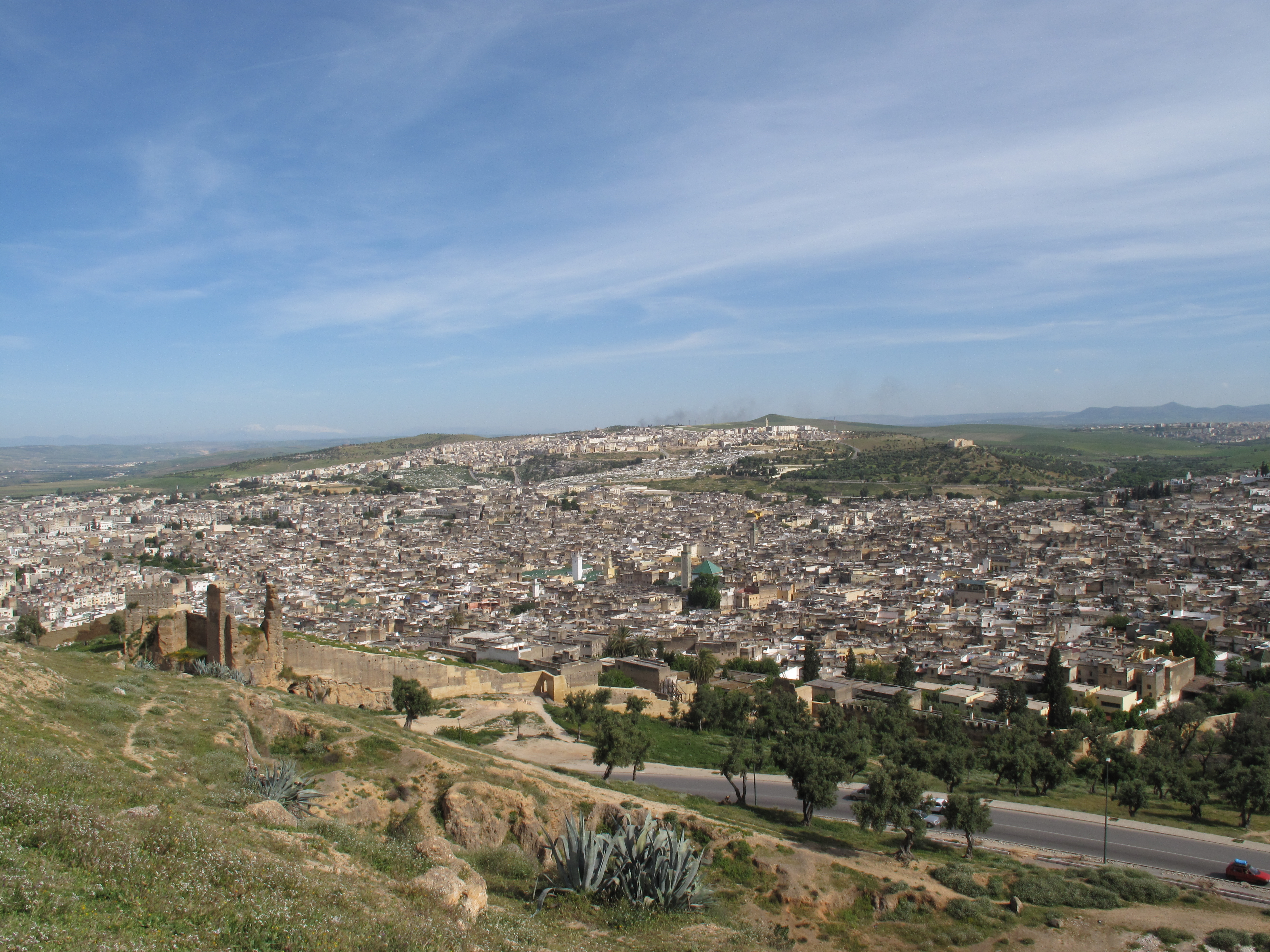
Vue sur la vieille Médina de Fès capitale spirituelle du royaume du Maroc

Les villes impériales : 
- Meknès
- Marrakech
- Fès
- Rabat

Les villes antiques : 
- Volubilis
- Banasa
- Chellah
- Lixus
- Tamuda
- Cotta (en)
- M'soura
- Thamusida
- Sala Colonia

#### Tourisme balnéaire
Les stations balnéaires méditerranéennes :
- Saïdia
- Ras El Ma ou Cap-de-l'Eau
- Nador
- Al Hoceïma
- Martil
- Cabo negro
- M'diq
- Tanger

Les stations balnéaires atlantiques :
- Agadir
- Safi
- Oualidia
- Sidi Bouzid
- Assilah
- Dakhla
- Essaouira
- El Jadida
- Larache
- Mehdia

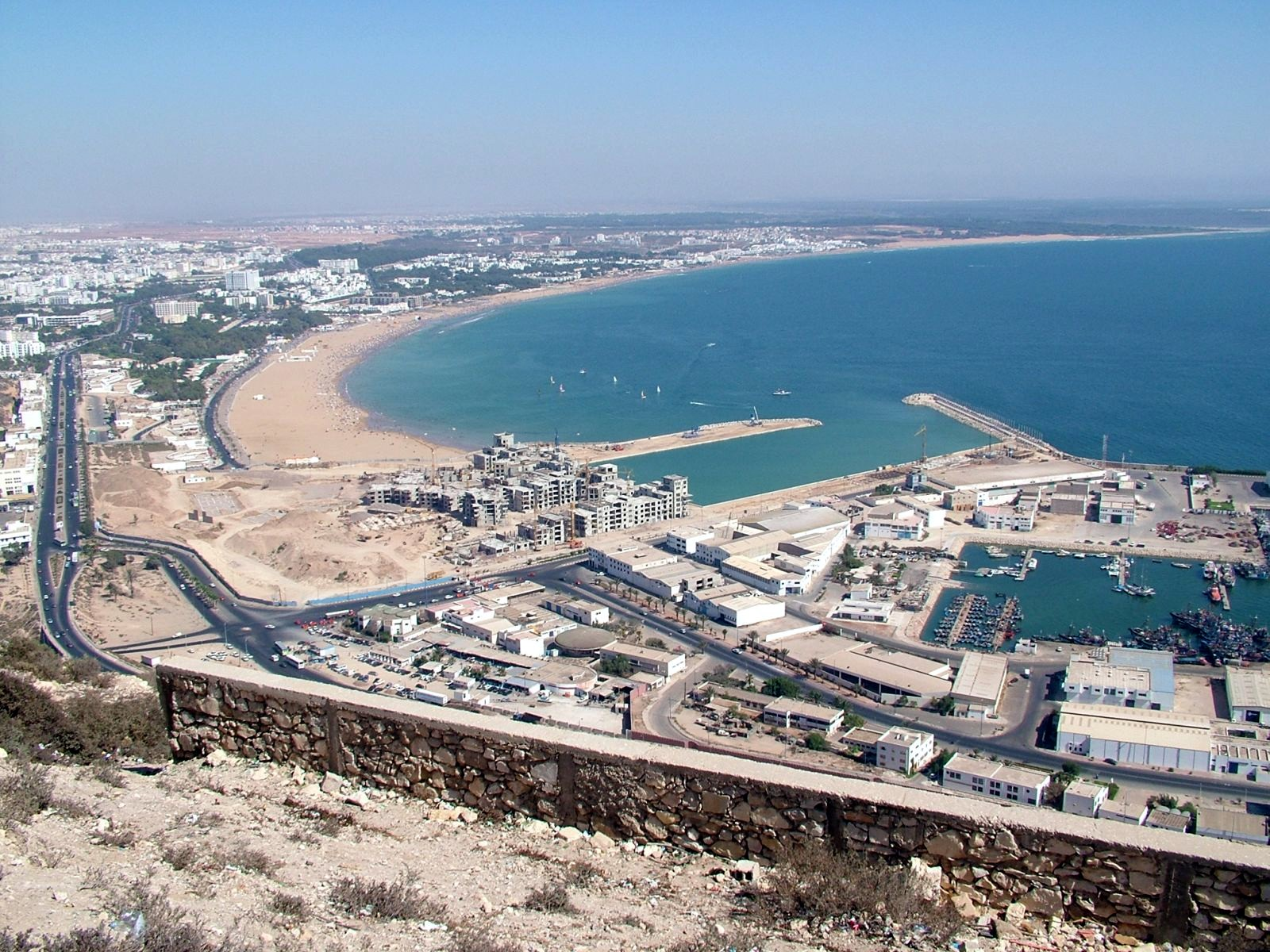
Corniche d'Agadir

Pour dynamiser le secteur du tourisme, le gouvernement marocain avait lancé le programme Plan Azur qui consiste en la création de 6 nouvelles stations balnéaires (Saïdia, Lixus, Mazagan, Essaouira, Taghazout et Plage Blanche) afin de drainer environ 10 millions de touristes à l'horizon 2010.
Le nombre de touristes qui ont visité le Maroc en 2009 était de 8,8 millions. En 2013, le cap est largement franchi et le secteur aura généré plus de 10 milliards d'euros. La dégradation du climat sécuritaire régional (en) a toutefois durement affecté le royaume, qui n'est plus désormais dans le top 5 des destinations favorites des Français, gros marché émetteur, la baisse aurait même été de 46 % entre 2014 et 2015,.

#### Tourisme de découverte écologique
- Tourisme saharien
- Tourisme de montagne

#### Tourisme sportif
- Tourisme golfique[123] et équestre
- Escalade et Randonnée
- Surf
- Sports mécaniques (moto, quad)
- Marathon

#### Tourisme médical
De nombreux étrangers affluent chaque année vers le Maroc pour se faire opérer (chirurgie esthétique et cardiaque en grande partie). Cela s'explique par le coût moyennement élevé des interventions et une très bonne qualité des soins,.

## Infrastructures et Energie

### Énergie
Le secteur de l'énergie est dominé par les énergies fossiles, presque entièrement importées, qui couvrent 88,5 % de la consommation d'énergie primaire du pays en 2014 (pétrole 61,9 %, charbon 21,3 %, gaz 5,3 %) ; les énergies renouvelables contribuent pour 8,8 % et les importations d'électricité pour 2,7 %.
La production d'électricité est un secteur particulièrement libéralisé, l'opérateur national ne détenant que 30 % de la capacité.
Le Maroc ambitionne d'atteindre un taux de 42 % d'électricité écologique d'ici 2020 grâce à l'énergie solaire, hydroélectrique et éolienne. Parallèlement, la mégacentrale à charbon de Jorf Lasfar opérée par JLEC ne cesse de s’agrandir. Elle produit déjà à elle seule la moitié de l’électricité du pays. Une autre centrale de grande capacité est, quant à elle, opérée par l'ONE à Mohammédia. Le défi pour l'environnement et la santé est énorme, comme l'a souligné une cartographie récente produite par une ONG internationale sur les émissions de dioxyde de soufre. En outre, un autre méga-projet a vu le jour en 2018, à Safi; son impact n'a pas encore été mesuré, même si sa conception novatrice pour l'Afrique, de type ultra-supercritique, devrait la rendre plus efficiente que les anciennes générations.
Le pays connait depuis 2015 des mouvements sociaux liés à l’eau, d'abord à Tanger, puis dans le Rif en 2017 et à Zagora en 2018. En 2019 encore, de nouvelles manifestations ont eu lieu dans la région de Tanger. Les coupures de plusieurs semaines ne sont pas rares. Le système de gestion de l'eau marocain est jugé complexe et hybride : distribution privatisée à Casablanca ou à Tanger, publique à Marrakech ou dans le Sud, où les entreprises mandatées ne respectent pas toujours le cahier des charges.
Pour l’économiste Nejib Akesbi :
« les entreprises étrangères qui ont obtenu des concessions n’ont apporté aucune valeur ajoutée ni expertise en comparaison de ce qu’offraient déjà les opérateurs publics marocains ».
Surtout, le Maroc subit une inquiétante crise environnementale.
« La situation de pénurie hydrique au Maroc est alarmante puisque ses ressources en eau sont évaluées à moins de 650 m3/habitant/an, contre 2 500 m3 en 1960, et devraient baisser en deçà de 500 m3 à l’horizon de 2030 » relève le Conseil économique social et environnemental (CESE) en appelant le gouvernement à « entreprendre des mesures urgentes ».

### Routes
Le Maroc dispose d'un réseau routier d'environ 95 000 km en 2006.

### Autoroutes

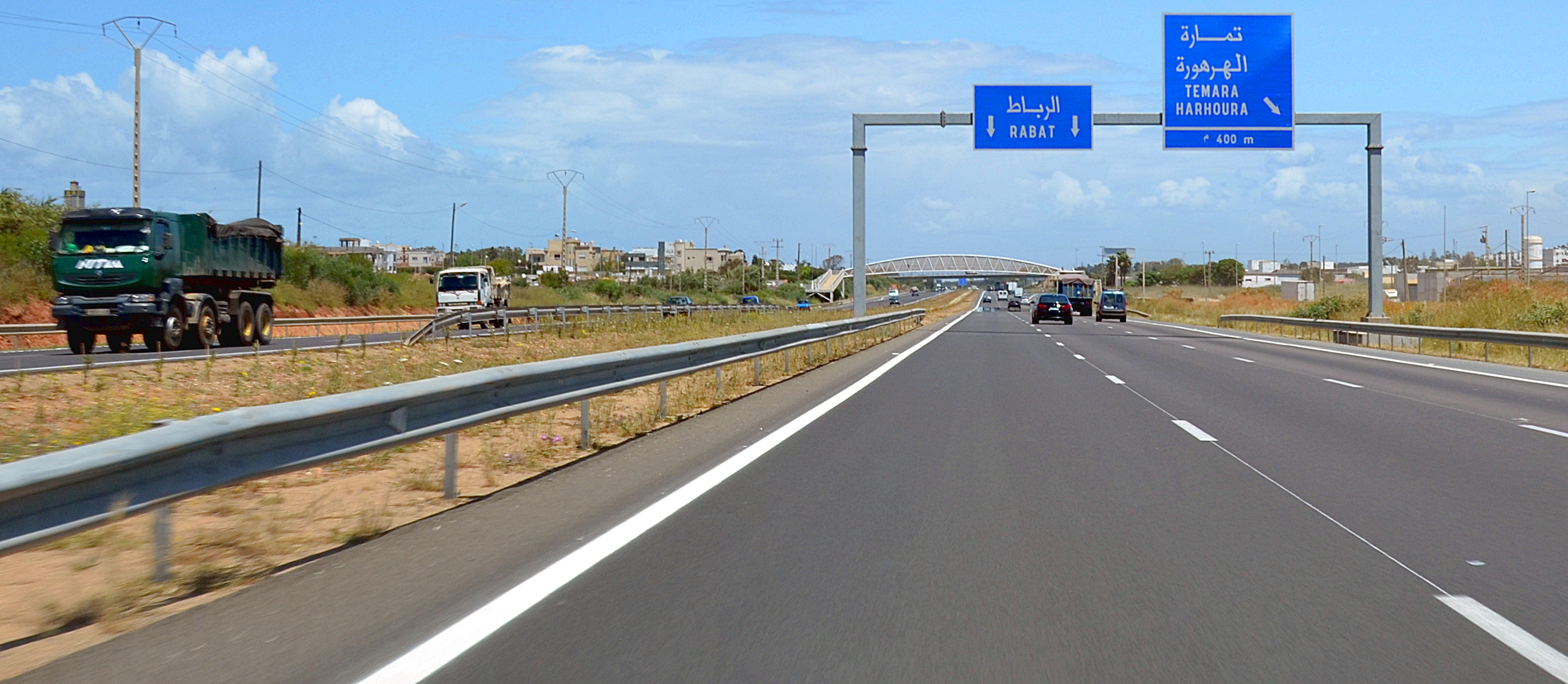
Autoroute A3 vers la sortie de Témara

Le Maroc a le troisième plus grand réseau autoroutier d'Afrique, juste derrière  l'Afrique du Sud et l'Algérie.
L'armature autoroutière est longue de 1 831 km (en août 2016).
| Numéro | Villes desservies                                  | Longueur |
| ------ | -------------------------------------------------- | -------- |
| A1     | Rabat – Mohammédia – Casablanca – El Jadida – Safi | 350 km   |
| A2     | Rabat – Meknès – Fès – Taza – Oujda                | 480 km   |
| A3     | Casablanca – Marrakech - Agadir                    | 453 km   |
| A4     | Berrechid - Khouribga - Béni Mellal                | 175 km   |
| A5     | Tanger Med – Tanger – Kénitra – Rabat              | 305 km   |
| A7     | Fnideq – Tétouan                                   | 28 km    |
| Total  | Total                                              | 1 792 km |

| Numéro | Ville desservie                  | Longueur |
| ------ | -------------------------------- | -------- |
| A101   | Pénétrante d'Aïn Harrouda        | 6 km     |
| A102   | Pénétrante d'Azbane (Casablanca) | 1,5 km   |
| A103   | Pénétrante d'El Jadida           | 5,5 km   |
| A201   | Pénétrante de Ain Chkef (Fès)    | 11,5 km  |
| A301   | Pénétrante de Marrakech-Nord     | 13,5 km  |
| A501   | Pénétrante de Tanger-Sud         | 1,5 km   |
| Total  | Total                            | 39 km    |

### Chemin de fer

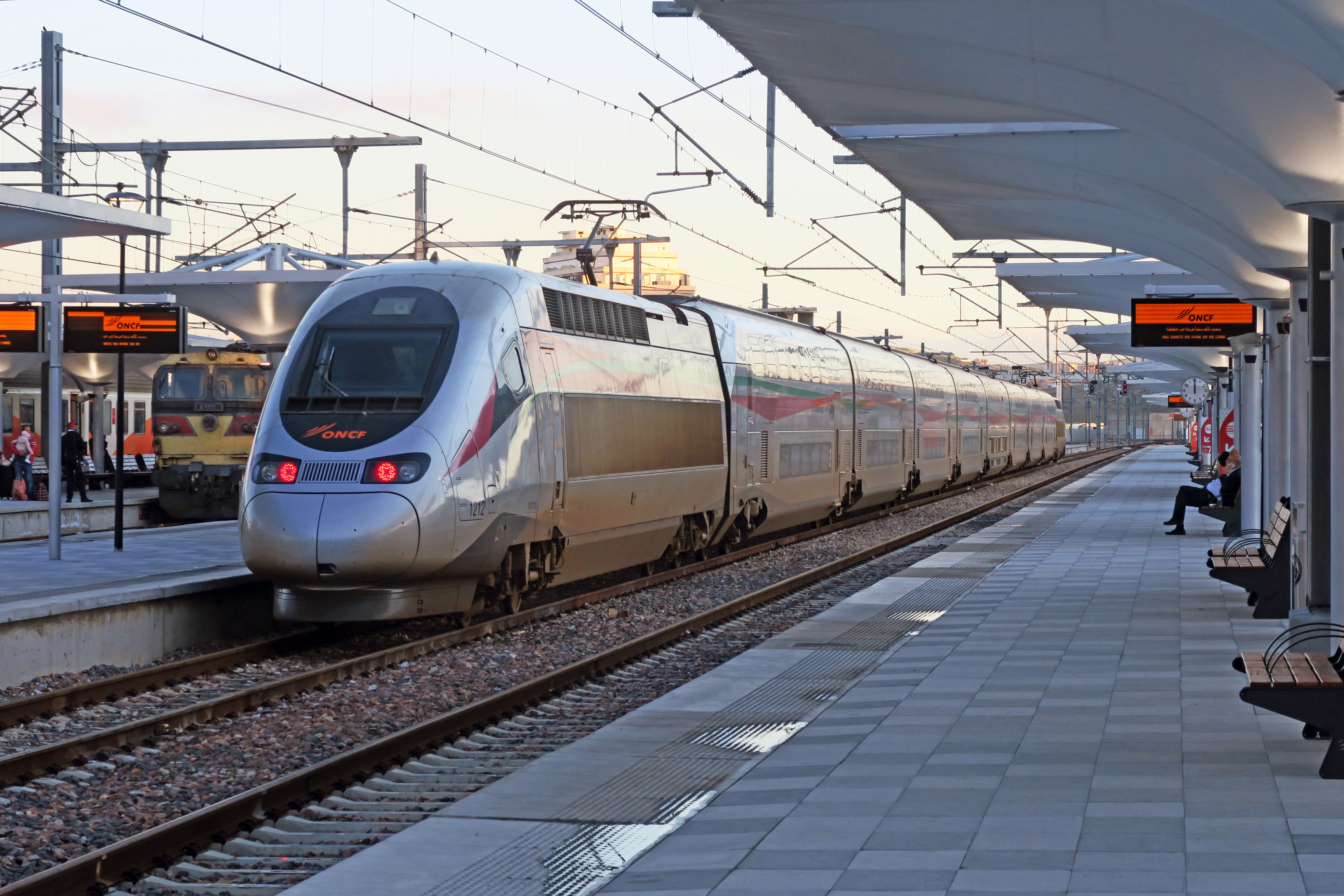
Train dans la Gare de Rabat-Ville

Le réseau ferroviaire marocain est l'un des plus développés d'Afrique, il relie la plupart des principales villes du pays. Ce réseau s'étend sur une longueur de 2 120 km dont 1 060 km de lignes électrifiées, 1 520 km de lignes à voie unique et 600 km de lignes à double voie.
L'ONCF est une entreprise publique et se trouve sous la tutelle du ministère des transports. L'entreprise envisage à court terme la réalisation de plusieurs projets de rénovations, de doublement de voies et d'extensions du réseau ferroviaire dont la construction d'un tronçon d'environ 50 km reliant la ville de Tanger au nouveau port Tanger Med inauguré le 17 juin 2009 suivi de l'ouverture d'une nouvelle ligne directe électrifiée Kénitra - Belkciri de 47 km et une nouvelle ligne vers le port de Nador sur 117 km la même année 2009.
À moyen terme, l'ONCF envisage la réalisation de deux lignes de TGV aux alentours de 2030 . La première relie les villes de Tanger, Kénitra depuis 2018, les autres lignes seront réalisés entre 2024 et 2030 pour relier les autres villes (Rabat, Casablanca, Marrakech et Agadir); sur ce dernier tronçon une concurrence féroce opposant la Chine à la France,. La seconde reliera la ville de Rabat, Meknès, Fès, Taza et Oujda pour continuer vers l'Algérie, puis la Libye, dans le cadre du projet de TGV trans-Maghrébin. Un autre projet est en cours d'études pour la construction d'une ligne classique reliant Agadir, Guelmim et Laâyoune sur une distance d'environ 450 km.

### Infrastructures aéroportuaires

#### Aéroports
Au Maroc, on compte environ 19 aéroports internationaux, dont celui de Casablanca est le plus important du pays et un des plus grands en Afrique.
- Aéroport de Béni Mellal
- Aéroport d'Agadir-Al Massira
- Aéroport d'Essaouira-Mogador
- Aéroport Al Hoceima - Cherif-Al-Idrissi
- Aérodrome d'Errachidia-Moulay Ali Chérif
- Aéroport Mohammed-V de Casablanca
- Aéroport de Dakhla
- Aéroport de Fès-Saïss
- Aéroport militaire de Kénitra
- Aéroport international Laâyoune - Hassan Ier
- Aéroport de Marrakech-Ménara
- Aéroport de Nador-Al Aroui
- Aéroport de Ouarzazate
- Aéroport d'Oujda-Angads
- Aéroport de Rabat-Salé
- Aéroport de Tanger-Ibn Battouta
- Aéroport de Tétouan - Sania R'mel

#### Compagnies aériennes marocaines
- Royal Air Maroc (RAM)
- Jet4you
- Regional Air Lines
- Tingair
- Air Arabia Maroc
- Casa Air Service
- RAM Express, filiale de la RAM

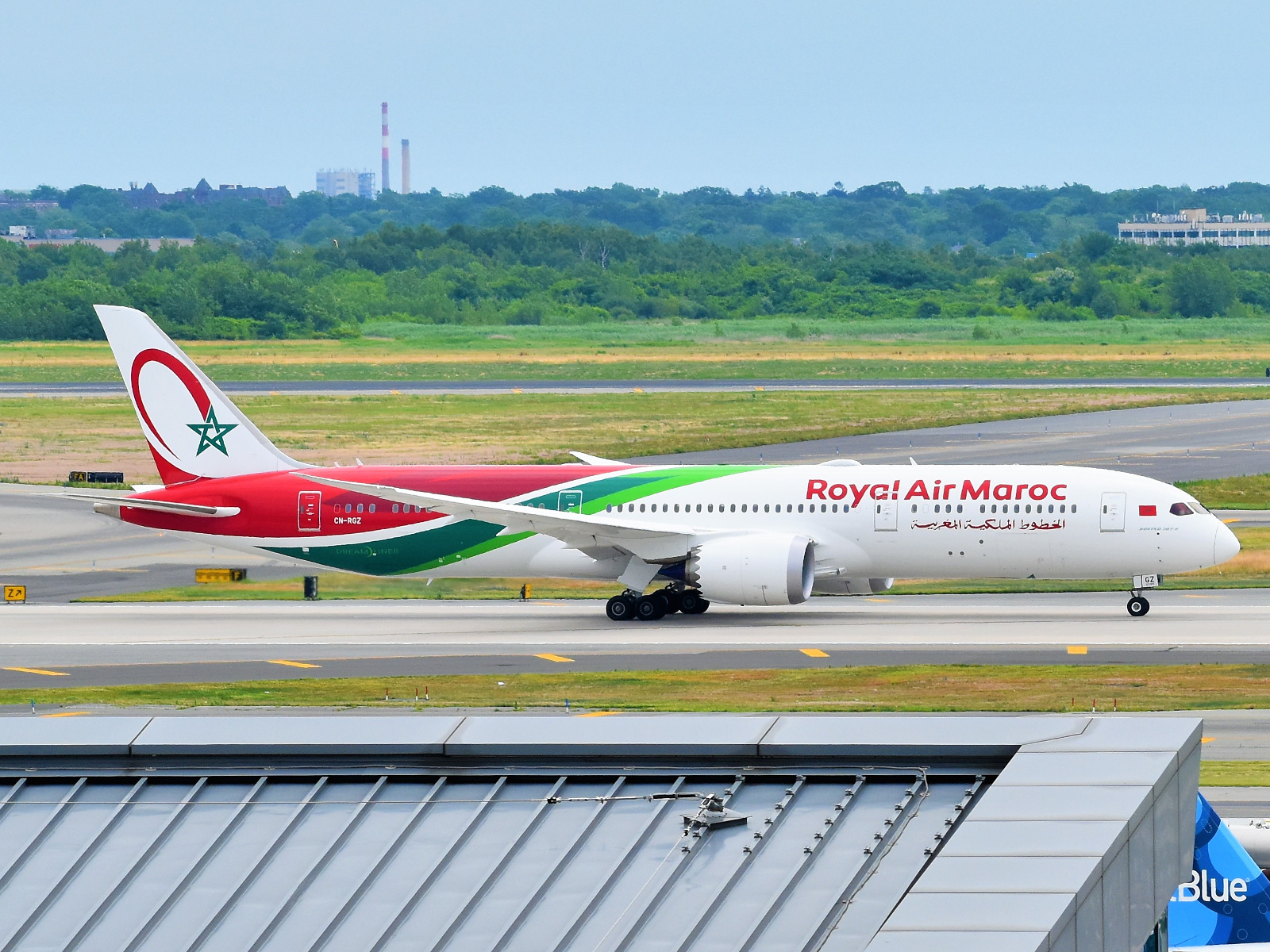
Royal Air Moroc

Groupe Royal Air Maroc est le 2e plus grand groupe en Afrique dans les métiers de l'aviation, il est actionnaire en Air Sénégal International, Air Gabon International et Air Mauritanie.

### Infrastructures portuaires
Le Maroc compte 18 ports de pêche dont l'un des mieux aménagés car regroupant des industries de transformation intégrées, est celui de Tan-Tan.
- Les ports de commerce et d'industrie

En 2013, l’activité aurait enregistré un volume global de 41,4 millions de tonnes, en hausse de 9,5 % en variation annuelle. Cette performance trouverait entre autres son origine dans l’orientation très positive du transbordement au port de Tanger-Med (+62,8 %).
- Casablanca
- Tanger Med (Premier port d’Afrique en termes de trafic de conteneurs)[137].

- Les ports pétroliers et minéraliers
  - Mohammédia
  - Jorf Lasfar
  - Safi

### Barrages, canaux et irrigation

#### Les barrages
Les premiers grands barrages ont été construits pendant le protectorat. Après l'indépendance, la politique des grands barrages a été lancée par le roi Hassan II afin d'assurer l'approvisionnement en eau de la population et des divers secteurs de l'économie marocaine Cette politique se poursuit toujours avec, en moyenne, la mise en exploitation de 2 à 3 nouveaux barrages chaque année.
| Barrage                   | Bassin           | Ville la plus proche | Date de mise en service | Capacité (Mm3) |
| ------------------------- | ---------------- | -------------------- | ----------------------- | -------------- |
| El Kansera                | Sebou            | Khémisset            | 1935                    | 267,0          |
| Bine El Ouidane           | Oum Errabiâ      | Azilal               | 1953                    | 1384,0         |
| Mohamed V                 | Moulouya         | Berkane              | 1967                    | 410,0          |
| Moulay Youssef            | Oum Errabiâ      | Demnate              | 1969                    | 175,0          |
| Hassan Addakhil           | Anti-Atlas       | Errachidia           | 1971                    | 347,0          |
| Youssef Ben Tachfine      | Souss-Oued Massa | Tiznit               | 1972                    | 303,5          |
| Mansour Eddahbi           | Sud Atlas        | Ouarzazate           | 1972                    | 529,0          |
| Idriss 1er                | Inaouen          | Fès                  | 1973                    | 1186,0         |
| Sidi Mohamed Ben Abdallah | Bouregreg        | Rabat - Salé         | 1974                    | 486,0          |
| Oued El Makhazine         | Oued loukouss    | Ksar El Kébir        | 1979                    | 773,0          |
| Al Massira                | Oum Errabiâ      | Settat               | 1979                    | 2760,0         |
| Abdelmoumen               | Souss-Oued Massa | Agadir               | 1981                    | 216,0          |
| Hassan 1er                | Oum Errabiâ      | Azilal               | 1986                    | 262,5          |
| Mechra Hammadi            | Moulouya         | Debdou               | 1990                    | 269,5          |
| Aoulouz                   | Souss-Oued Massa | Aoulouz              | 1991                    | 110,0          |
| 09-avr-47                 | Nord             | Tanger               | 1995                    | 300,0          |
| Saqui El Hamra            | Anti-Atlas       | Laâyoune             | 1995                    | 110,0          |
| Al Wahda                  | Ouargha          | Ouezzane             | 1997                    | 3800,0         |
| Sidi Chahed               | Sebou            | Meknès               | 1997                    | 170,0          |
| Asfalou                   | Sebou            | Taounate             | 2000                    | 317,0          |
| Ahmed El Hansall          | Oum Errabiâ      | Zaouiyat Echeikh     | 2001                    | 740,0          |
| Moulay Abdallah           | Souss-Oued Massa | Agadir               | 2002                    | 110,0          |

- Évolution du nombre de barrage au Maroc :

La capacité de stockage des barrages au Maroc est passée de 2,3 milliards de mètres cubes en 1967, à près de 17,6 milliards de mètres cubes avec 139 grands barrages en 2014.
Plusieurs autres barrages sont en cours de construction, notamment sur l'oued Guir (Bouanane) et sur l'oued Aït Ameur (entre Essaouira et Agadir).

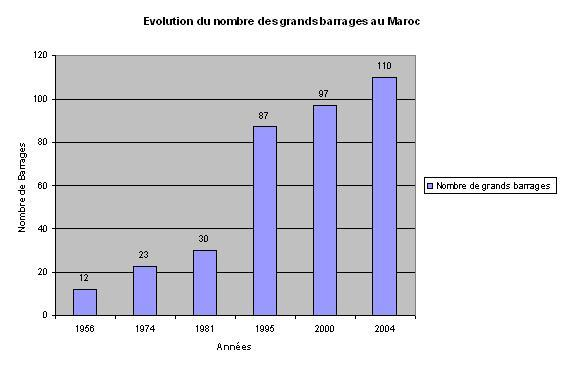
Évolution du nombre des grands barrages au Maroc

#### Les zones irriguées
- Plaine du Souss (1/3 de la SAU totale de la région, soit 156 000 ha): C'est la première région marocaine pour la production des agrumes (plus de 40 %) et des primeurs (plus de 60 %)[140].
- Plaine des Doukkala.

## État marocain et administrations publiques
Le secteur public marocain est composé de l’État, des collectivités territoriales, et de l'ensemble des entreprises publiques.

### État marocain
En 2019, la fonction publique marocaine compte 568 149 fonctionnaires civils, soit un taux d’administration de 15,9 %
Ce taux représente 16 fonctionnaires pour 1000 marocains
C'est légèrement plus que l'Espagne (15,5 %) mais moins que la moyenne des pays développés (17,9 %).
En 2020, la majorité des fonctionnaires de l’État sont concentrés au sein de quelques ministères : 
En 2019, les départements dont les budgets sont les plus importants sont le ministère de l’Éducation nationale, de la formation professionnelle et de l'Enseignement supérieur (41,33 milliards), le ministère de l'Intérieur (17,84 milliards), la Défense nationale (16,03 milliards).

### Entreprises publiques
L'État est actionnaire de plusieurs Établissements et Entreprises Publics (EPP).
On distingue généralement 2 types :  
1. Les établissements publics. Ce sont des personnes morales de droit public.
2. Les sociétés anonymes à participation directes du trésor (SA-PDT). Ce sont des sociétés anonymes dont l'actionnaire est l’État.

L’État est présent dans d'autres entreprises via des participations indirectes.
Le portefeuille public est principalement réparti ainsi :   

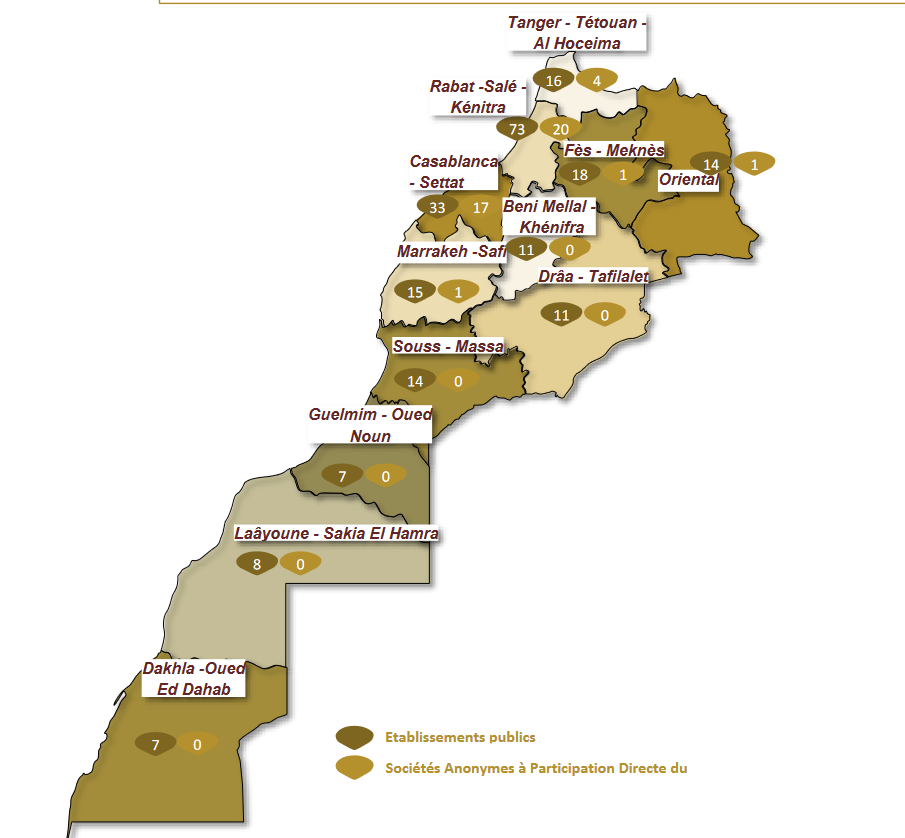
Source : ministère des Finances

Les établissements et entreprises publics les plus connus sont :  
- l'Office Chérifien des Phosphates (OCP)
- l'Office national de l'électricité et de l'eau potable (ONEE)
- La Caisse de Compensation
- La Caisse de Dépôt et de Gestion (CDG)
- l'Agence Marocaine de l’Énergie Solaire (MASEN)
- Agence Nationale des Ports (ANP)
- l'Office Nationale des Aéroports (ONDA)
- l'Institut Marocain de la Normalisation (IMANOR)
- Maghreb Arab Press (MAP)
- L'Office Marocaine de la Propriété Intellectuelle et Commerciale (OMPIC)
- L'Agence Nationale de la Conservation Foncière, du Cadastre, et de la Cartographie (ANCFCC)
- La Société Nationale de Radiodiffusion et de Télévision (SNRT)
- La SOREAD-2M (2M)
- Fonds Hassan II pour le développement économique et social
- Crédit Agricole du Maroc
- Société Nationale de Financement et de Garantie de l'Entreprise
- l'Institut Royal de la Culture Amazigh (IRCAM)
- La Fondation Nationale des Musées
- La Société Marocaine d'Ingénierie Touristique (SMIT)
- La Société Nationale du Transport et de la Logistique (SNTL)
- L'Agence Marocaine de Développement de la Logistique (AMDL)
- L'Office des Changes
- L'Office National de la Sécurité Sanitaire des Produits Alimentaires (ONSSA)
- La Société Nationale de Réalisation et Gestion des Stades (Sonarges)
- Le Fonds d’Équipement Communal (FEC)
- L'Agence de Développement du Digital (ADD)
- Tanger Med Port Authority (TMPA)
- Barid Al Maghrib
- Royal Air Maroc (RAM)
- l'Office national des chemins de fer (ONCF)
- La Caisse de Dépôt et de Gestion (CDG)

Les effectifs varient largement : 

### Fiscalité du Maroc

#### Statistiques générales
Au Maroc, les prélèvements obligatoires constituent environ 28,3 % du PIB en 2020.
C'est plus que la moyenne de 31 pays africains, dont la moyenne est de 16 % en 2020, mais c'est aussi moins que la moyenne des pays développés de l'OCDE (33,5 %). On considère en général que plus un pays est développé, plus son État est capable de lever l’impôt et mutualiser des services comme la santé, le transport en commun, l'éducation.
Cependant certains pays (États-Unis) font le choix d'avoir une imposition faible et des services publics faibles. La Taxe sur la valeur ajoutée (TVA) est la première recette du budget de l'État marocain, devant l’impôt sur les sociétés (IS) et l’impôt sur le revenu (IR) L'impôt sur les sociétés (IS) se décompose comme suit : 
L’impôt sur les sociétés (IS) est payé par relativement peu d'entreprises au Maroc.
Selon l'analyse du Conseil Économique et Social :  
1. Certaines grosses entreprises ont un impact énorme sur l'économie[142]
2. De nombreuses entreprises sont dans l'informel[142]

Certaines entreprises déclarées dans le secteur formel, comme le cabinet McKinsey, sont accuseés de fraude par la presse marocaine,
L’impôt sur les revenus (IR) se décompose comme suit : 
Selon l'analyse du Conseil Économique et Social, les professions libérales représentent un trop faible montant de l'IR.

#### Dépenses fiscales
Les dépenses fiscales ou niches fiscales sont des exonérations spéciales par rapport à certains impôts.
En 2022, elles coutent 36 milliards de dirhams.
Elles se répartissent ainsi : 
- 54 % des dépenses fiscales concernent la TVA
- 14 % des dépenses fiscales concernent l’impôt sur les sociétés (IR)
- 12 % des dépenses fiscales concernent l’impôt sur les revenus (IR).

Le nombre croissant de niches fiscales et leur efficacité réelle est souvent critiqué.
Ainsi, pour lutter contre la pollution de l'air et les embouteillages, plusieurs gouvernements ont comme politique publique de donner de l'argent aux ménages qui n'ont pas de voiture ou qui se déplacent en vélo.
À l'inverse, le Maroc offre une réduction de la taxe sur valeur ajoutée (TVA) aux ménages qui font l'acquisition de voitures individuelles, et ce alors que le pays est lourdement affecté par sa facture énergétique. Depuis 2005, on assiste à l'émergence de dépenses fiscales encourageant le développement des écoles privées

Selon un rapport signé par Ahmed Rahhou :  
Les dépenses fiscales, coûteuses, n’ont pas toujours une efficacité économique avérée

Quelle évaluation/mesure de l’efficacité des dépenses fiscales, et/ou de l’effet d’éviction qu’elles peuvent induire en favorisant un secteur productif par rapport à d’autres qui pourraient avoir un meilleur rendement socio-économique ?

#### Fiscalité locale au Maroc
La fiscalité locale finance les collectivités territoriales (Communes, Préfectures, Régions).
Elle compte 17 taxes réparties entre les communes (11), les préfectures et provinces (3) et les régions (3).
On la considère souvent comme relativement complexe et dysfonctionnelle.
|                       | Impôts | Nombre d’impôts |
| --------------------- | --- | --------------- |
| Communes              | Taxe professionnelle (Patente) Taxe d’habitation Taxe de services communaux Taxe sur les terrains urbains non bâtis Taxe sur les opérations de construction Taxe sur les opérations de lotissement Taxe sur les débits de boissons Taxe de séjour Taxe sur les eaux minérales et de table Taxe sur le transport public de voyageurs Taxe sur l’extraction des produits de carrières | 11              |
| Préfectures Provinces | Taxe sur les permis de conduire Taxe sur les véhicules automobiles soumis à la visite technique Taxe sur la vente des produits forestiers | 3               |
| Régions               | Taxe sur les permis de chasse Taxe sur les exploitations minières Taxe sur les services portuaires | 3               |

Selon l’économiste marocain Najib Akesibi, 5 seulement de ces taxes constituent 84 % des recettes.
Outre toutes les taxes-ci dessus, les collectivités bénéficient de 30 % du produit de la TVA,. Les transferts de 1 % de l’impôt sur les sociétés (IS) et de 1 % de l’impôt sur les revenus (IR) concernent uniquement les régions.
En 2017, près de 48 % des recettes des collectivités territoriales viennent de la TVA.
Pour les régions marocaines, ce chiffre atteint 90 %
Une des principales conclusions des assises nationales sur la fiscalité organisée en 2019 est qu'il faut réformer la fiscalité locale.

#### Fiscalité du patrimoine
Contrairement à de nombreux comme l'Espagne, le Canada, le Royaume-Uni ou la Colombie , les impôts sur le patrimoine, la fortune immobilière, ou les successions n'existent pas au Maroc constatent plusieurs rapports,.
Le système fiscal marocain a été critiqué comme encourageant l'héritage plutôt que le travail et la méritocratie.
Les économistes considèrent pourtant que l’impôt sur les successions est bien plus juste que d'autres impôts,
Dans un rapport consacré au système fiscal dans le nouveau modèle de développement, le Conseil Économique et Social estime que le Maroc devrait mettre place un impôt sur les successions.

### Rapports
- Rapport 2021 sur l'économie du Maroc  - Bank Al Maghrib
- Rapport sur les perspectives du Maroc à l’horizon 2025 - Institut Royal des Études Stratégiques
- Rapport sur le nouveau modèle de développement - Commission sur le modèle de développement
- Le Maroc à l’horizon de 2040 - Banque Mondiale
- Les implications du mode d'insertion du Maroc dans l'économie mondiale sur sa croissance et son développement -  OCP Policy Center

### Livres
- Dette publique et impérialisme au Maroc - Adam Barbe
- Maroc: une économie sous plafond de verre, des origines à la crise Covid-19  -  Akesbi Najib
- Les champions nationaux, l'équation du développement au Maroc - Selma Mhaoud
- Le Trésor public marocain: une histoire, une vie - Lahsen Sbai El Idrissi

### Articles
- Maroc
- Agriculture au Maroc
- Bourse de Casablanca
- Géographie du Maroc